# Hungría en el Festival de la Canción de Eurovisión 2018
Hungría participó en el Festival de Eurovisión 2018, representados por AWS y "Viszlát nyár". En la semifinal, lograron una décima plaza con 111 puntos, con lo cual lograron clasificarse hacia la final. En la final, quedaron vigesimoprimeros con 93 puntos.

## A Dal 2018
El A Dal 2018 fue la séptima edición de la preselección húngara A Dal. La competición constó de treinta temas, compitiendo en tres eliminatorias, dos semifinales y una final. 

### Formato

#### Jurado
El jurado constó de cuatro miembros:
- Judit Schell, actriz
- Misi Mező, cantante principal y guitarrista del grupo húngaro Magna Cum Laude
- Károly Frenreisz, cantante y compositor famoso en Hungría, miembro de la Generación grande, parte del grupo húngaro Metro
- Miklós Both, compositor y doble ganador del premio Fonogram

#### Temas participantes

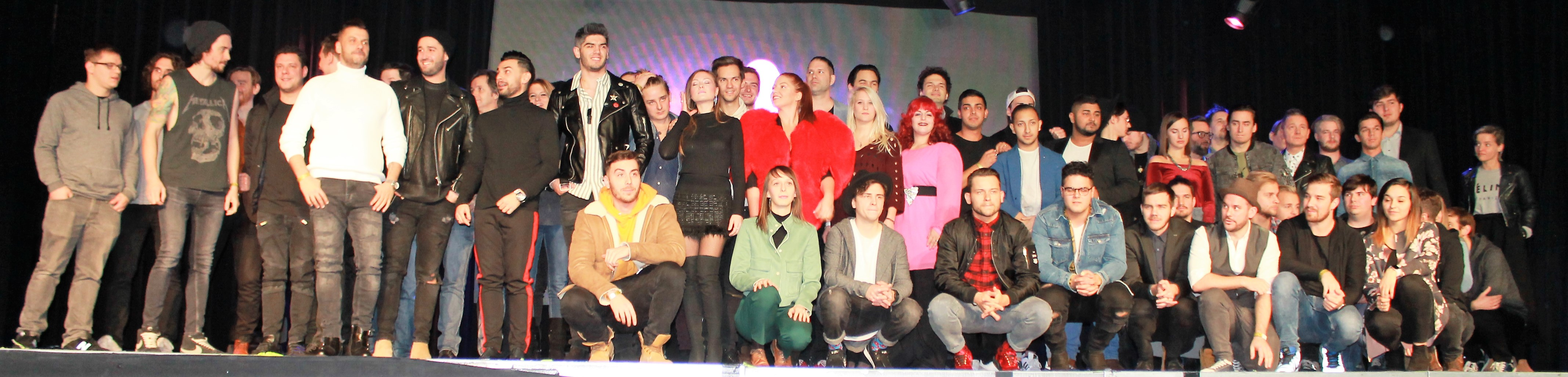
Los 30 artistas participantes en el A Dal 2018

El 10 de octubre de 2017, MTVA abrió la ventana para enviar candidaturas hasta el 20 de noviembre de 2017.
     Ganador del A Dal 2018
     Descalificados o retirados
     Sustitutos
| Artista                                                 | Canción                        | Composer(s)                                                                                                 |
| ------------------------------------------------------- | ------------------------------ | --- |
| Andy Roll                                               | "Turn the Lights On"           | András Dutka                                                                                                |
| AWS                                                     | "Viszlát nyár"                 | Dániel Kökényes, Bence Brucker, Áron Veress, Soma Schiszler, Örs Siklósi                                    |
| Ceasefire X                                             | "Satellites"                   | Bence András Vavra, Norbert Szűcs, Kata Kozma                                                               |
| Cintia Horváth y Tomi Balogh                            | "Journey (Break Your Chains)"  | Tamás Balogh, Cintia Horváth                                                                                |
| Gergely Dánielfy                                        | "Azt mondtad"                  | Gergely Dánielfy, Árpád Völgyesi                                                                            |
| Fourtissimo                                             | "Kisnyuszi a kalapban"         | Valéria Ferencz-Kuna, Márton Kuna, Gyula Ferencz-Kuna, Bence Kuna                                           |
| Ham ko Ham                                              | "Bármerre jársz"               | Zoltán Tóth G., Zsolt Kathy                                                                                 |
| Gabi Knoll                                              | "Nobody to Die For"            | Gabi Knoll, Krisztián Burai, Stanislav Bendarzsevszkij                                                      |
| Gábor Heincz Biga                                       | "Good vibez"                   | Gábor Heincz, Adrián Méhes                                                                                  |
| Leander Kills                                           | "Nem szól harang"              | Leander Köteles                                                                                             |
| Living Room                                             | "Kirakat élet"                 | Benjamin Pál, Patrik Prommer                                                                                |
| Maszkura és a tücsökraj                                 | "Nagybetűs szavak"             | Szabolcs Biró, Gábor Boros, Attila Földesi, Csaba Kertész, Dániel Vikukel                                   |
| Maya ‘n’ Peti                                           | "Nekem te" (For me you are...) | Edvárd Szalma, Péter Szikszai (m&l)                                                                         |
| Nemzenekar                                              | "Waiting"                      | Gyula Pásztor, Tamás Károly                                                                                 |
| Nene                                                    | "Mese a királyról"             | Milán Erik Vörös, Renáta Katalin Orsovai, József Márkosi, Evelin Boda, Szabolcs Balázs Varga, Péter Ferencz |
| Nikoletta Szőke, Attila Kökény y Róbert Szakcsi Lakatos | "Életre kel"                   | Róbert Szakcsi Lakatos, Péter Müller Sziámi                                                                 |
| Noémo                                                   | "Levegőt!"                     | Noémi Takácsová, Dániel Ferenc Szabó, Bálint Artúr Szeifert, István Tóth, Márton Jeszenszky                 |
| Nova Prospect                                           | "Vigyázó"                      | József Kiss, Bálint Schautek                                                                                |
| Odett                                                   | "Aranyhal"                     | Miklós Toldi, Odett Polgár, Szabolcs Hujber                                                                 |
| Patikadomb                                              | "Jó szelet!"                   | Gábor Dobos, Tamás Kátai, Gyula Ujvári                                                                      |
| Peet Project                                            | "Runaround"                    | Péter Ferencz, Olivér Magán, Attila Závodi, Martin Gudics, Marcell Gudics                                   |
| Reni Tolvai                                             | "Crack My Code"                | Máté Bella, Johnny K. Palmer                                                                                |
| Roland Gulyás                                           | "H Y P N O T I Z E D"          | ByeAlex |
| SativuS                                                 | "Lusta lány"                   | Márton Szabó, Gábor Pájer                                                                                   |
| Tamás Horváth                                           | "Meggyfa"                      | Tamás Horváth                                                                                               |
| Tamás Vastag                                            | "Ne hagyj reményt"             | Krisztián Sztevanovity, Dusán Sztevanovity                                                                  |
| The Matter                                              | "Broken Palms"                 | Izsák Palmer, Örs Kozák, Joel David Pérez García, Kert Antal                                                |
| Viki Singh                                              | "Butterfly House"              | John King, Andy Vitolo                                                                                      |
| Viktor Király                                           | "Budapest Girl"                | Viktor Király, Ashley Hicklin, Marcel Závodi                                                                |
| #yeahla feat. Viki Eszes                                | "1 Szó Mint 100"               | Péter Jelasity                                                                                              |
| yesyes                                                  | "I Let You Run Away"           | Ádám Szabó, Dániel Somogyvári, Flóra Petneházy                                                              |
| Zsolt Süle                                              | "Zöld a május"                 | Zsolt Süle, Péter Bodnár                                                                                    |

#### Galas

##### Eliminatoria 1
La primera eliminatoria tuvo lugar el 20 de enero de 2018. Constó de diez temas, de los que seis se clasificaron hacia las semifinales a través de dos votaciones. En la primera votación, se decidieron los primeros cinco clasificados mediante la combinación de la puntuación de cada juez (80%) y la suma de la puntuación del televoto (20%). En la segunda votación, el televoto repescó a un tema de los cinco restantes.
     Clasificados en la primera ronda: jurado y televoto
     Clasificados en la segunda ronda: televoto
| N.º | Artista       | Canción                | J. Schell | M. Mező | K. Frenreisz | M. Both | Televoto | Total | Resultado    |
| --- | ------------- | ---------------------- | --------- | ------- | ------------ | ------- | -------- | ----- | ------------ |
| 1   | Living Room   | "Kirakat élet"         | 7         | 7       | 8            | 7       | 7        | 36    | Eliminados   |
| 2   | Tamás Vastag  | "Ne hagyj reményt"     | 7         | 7       | 7            | 7       | 8        | 36    | Clasificados |
| 3   | Noémo         | "Levegőt!"             | 9         | 8       | 7            | 8       | 7        | 39    | Eliminada    |
| 4   | Leander Kills | "Nem szól harang"      | 9         | 9       | 9            | 9       | 8        | 44    | Clasificados |
| 5   | Zsolt Süle    | "Zöld a május"         | 10        | 10      | 8            | 9       | 7        | 44    | Clasificado  |
| 6   | Gabi Knoll    | "Nobody to Die For"    | 9         | 9       | 8            | 8       | 6        | 40    | Clasificado  |
| 7   | Fourtissimo   | "Kisnyuszi a kalapban" | 6         | 6       | 7            | 6       | 8        | 33    | Eliminados   |
| 8   | Ceasefire X   | "Satellites"           | 9         | 8       | 8            | 8       | 8        | 41    | Clasificados |
| 9   | Viktor Király | "Budapest Girl"        | 9         | 8       | 9            | 8       | 9        | 43    | Clasificado  |
| 10  | Patikadomb    | "Jó szelet!"           | 7         | 6       | 7            | 6       | 7        | 33    | Eliminados   |

###### Galería

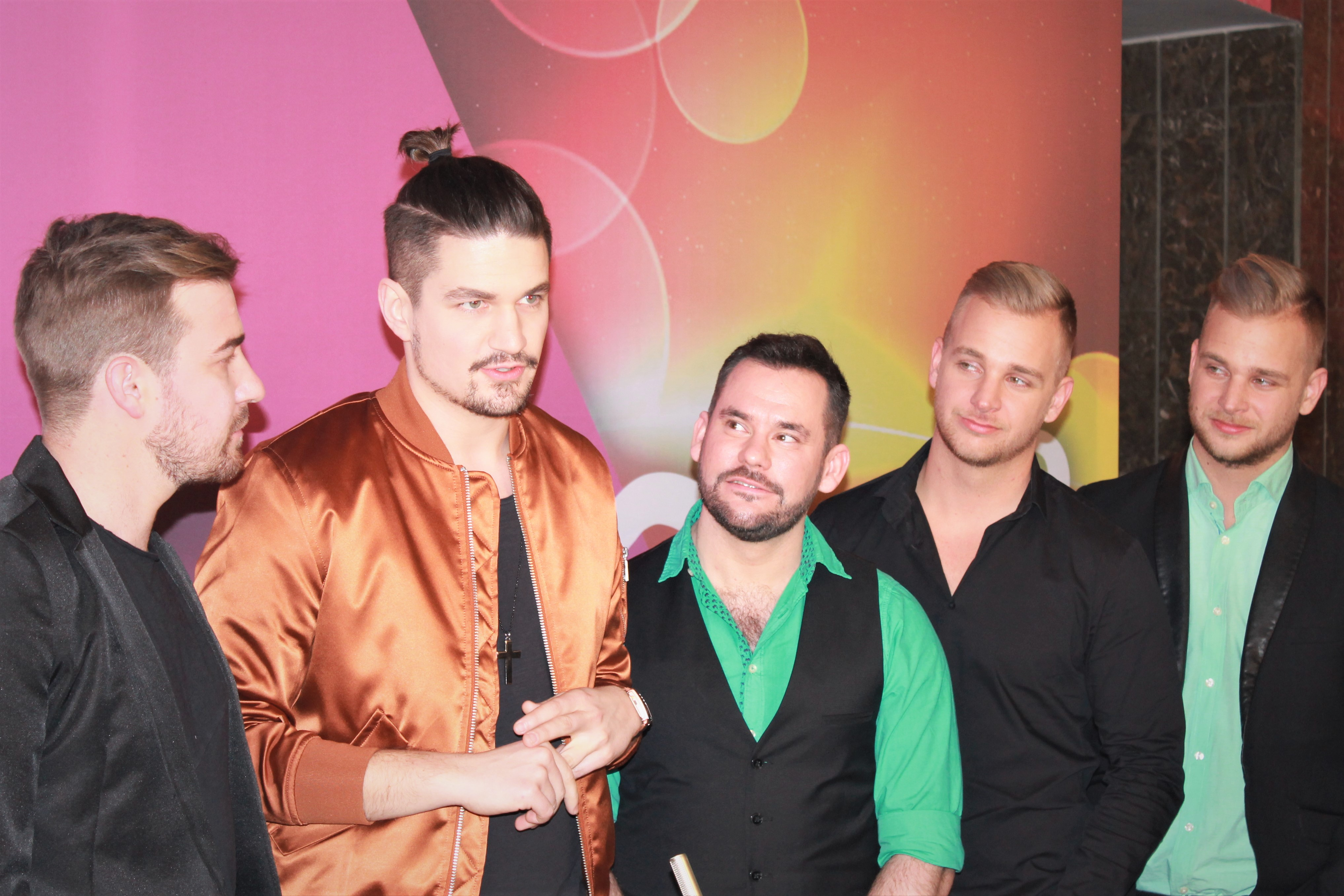
Peet Project
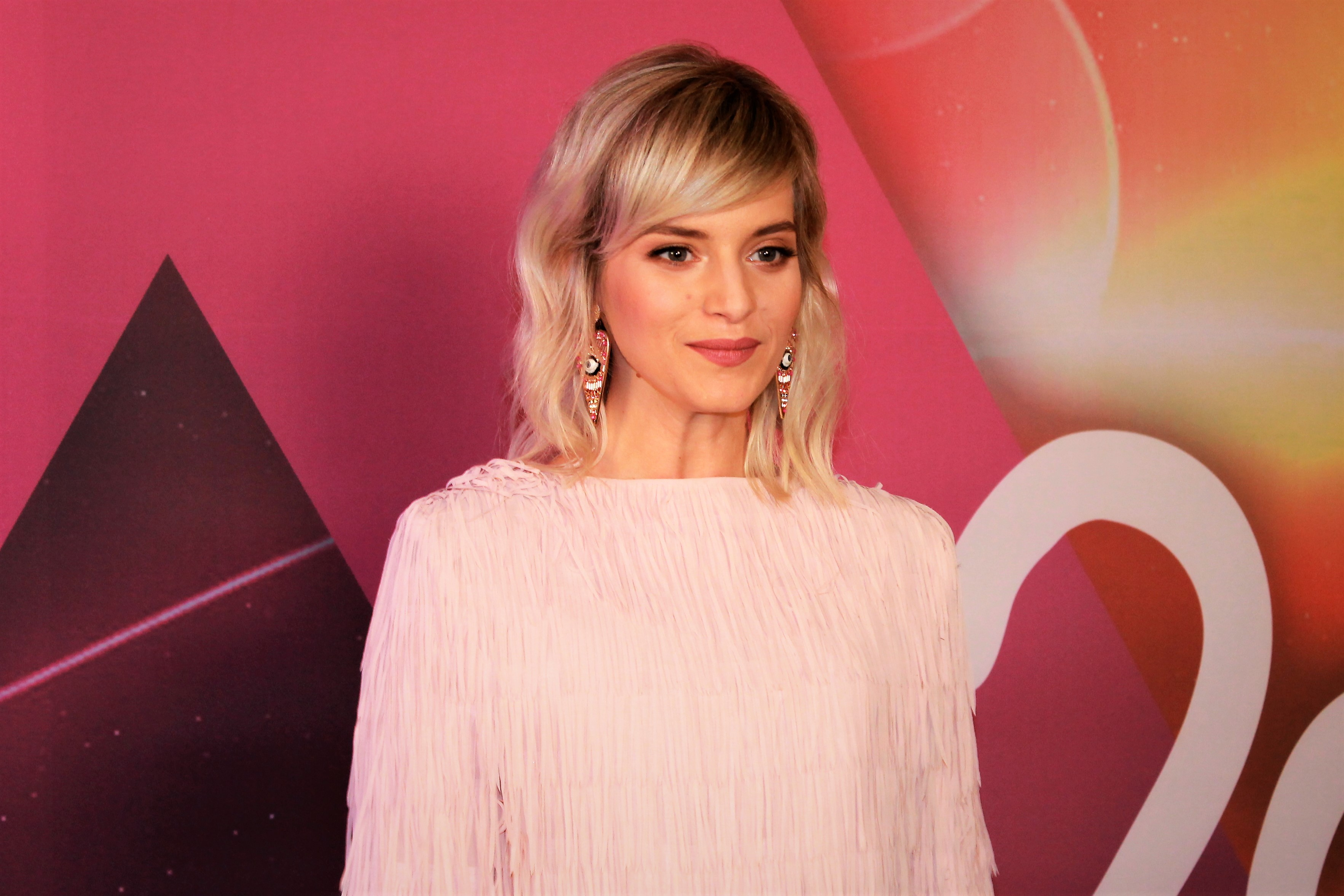
Odett
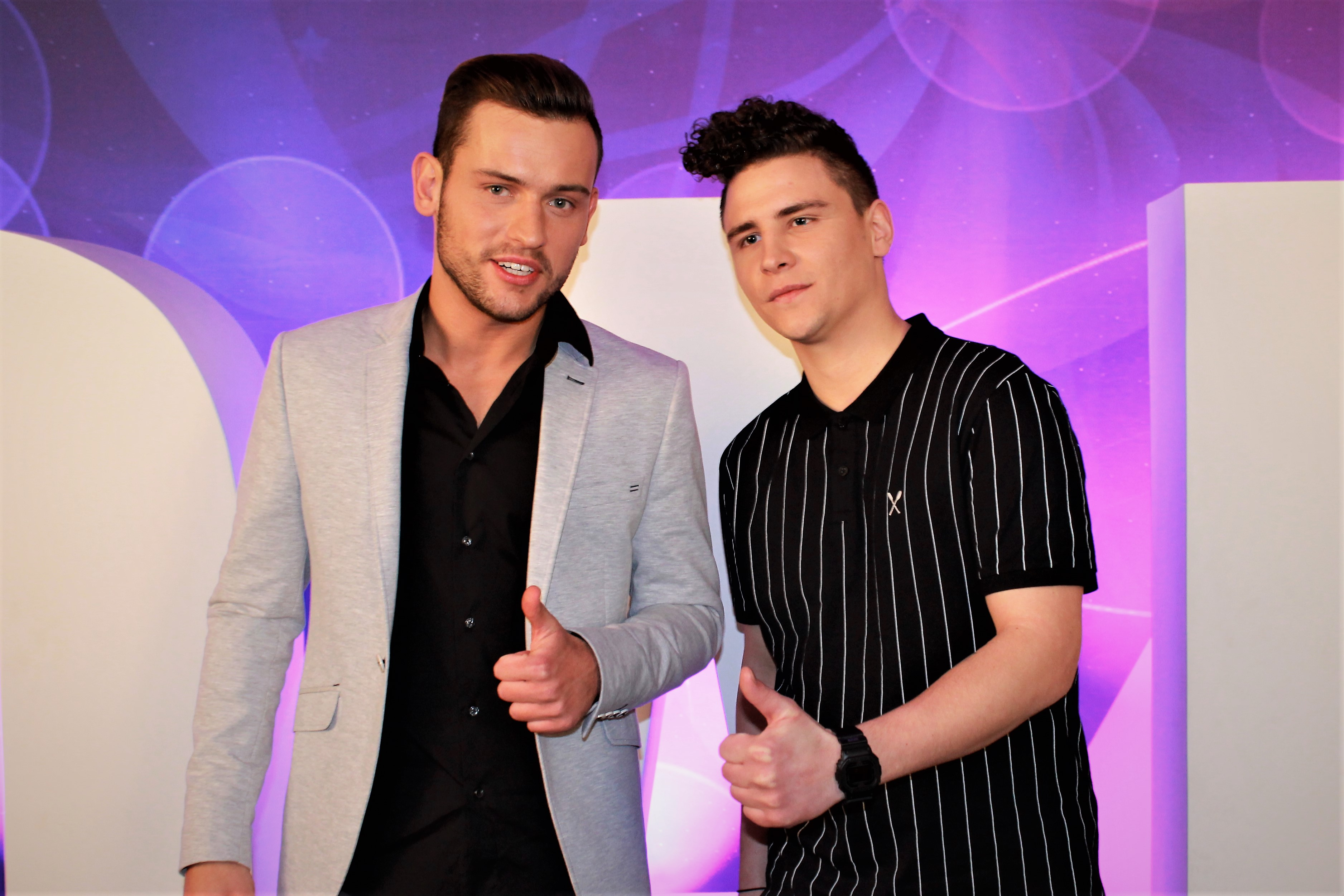
yesyes
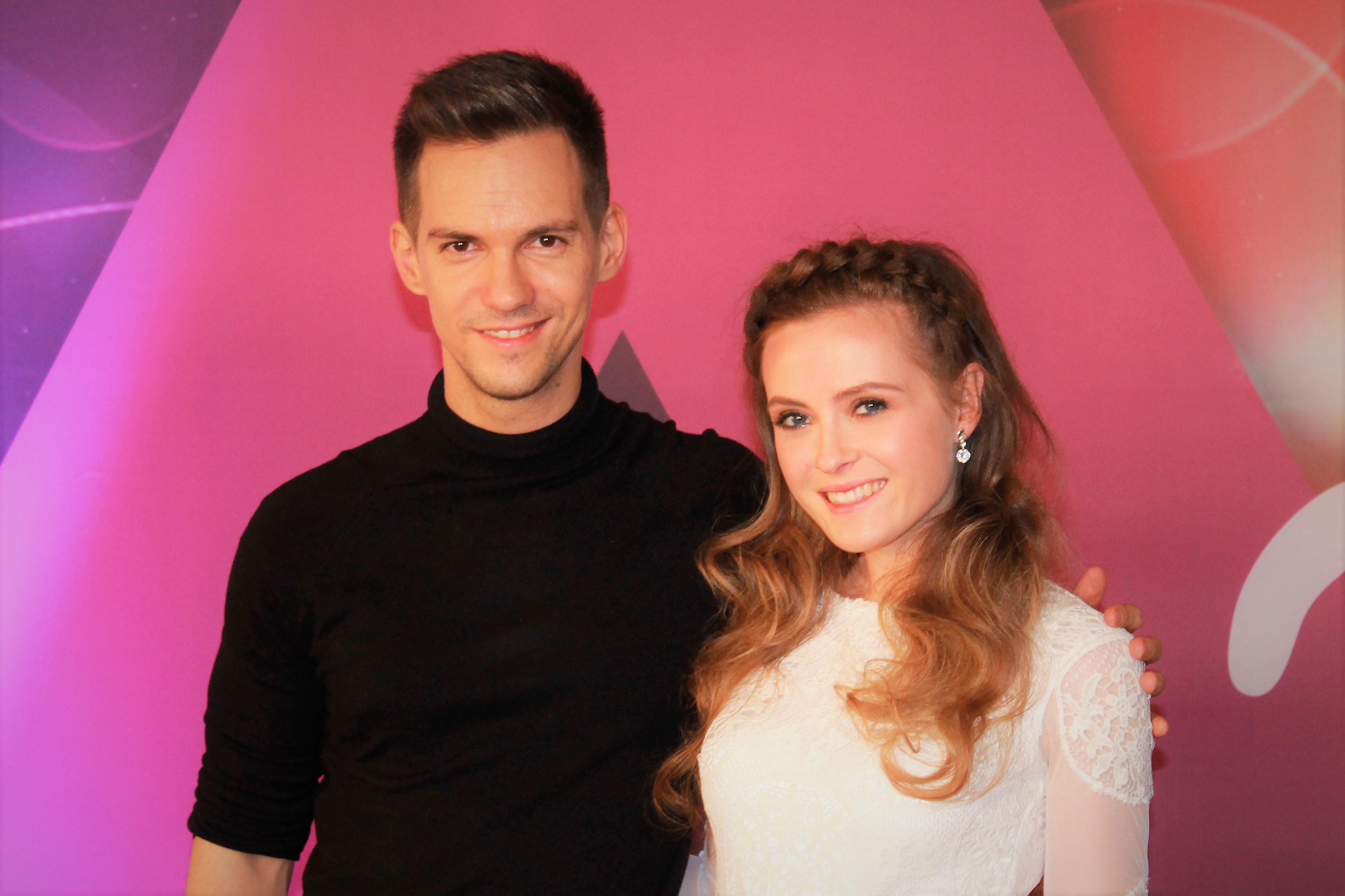
Maya'n'Peti
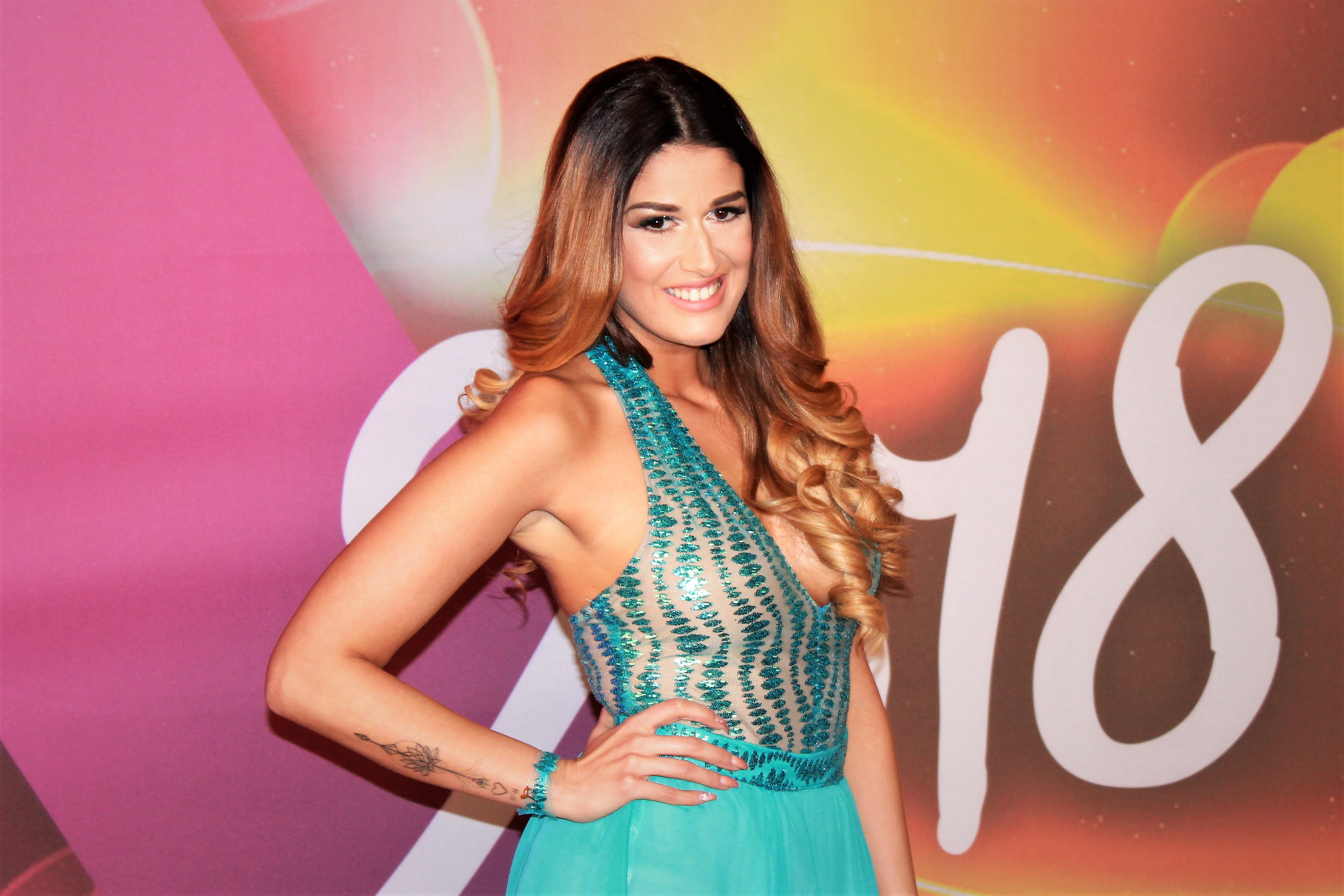
Viki Singh

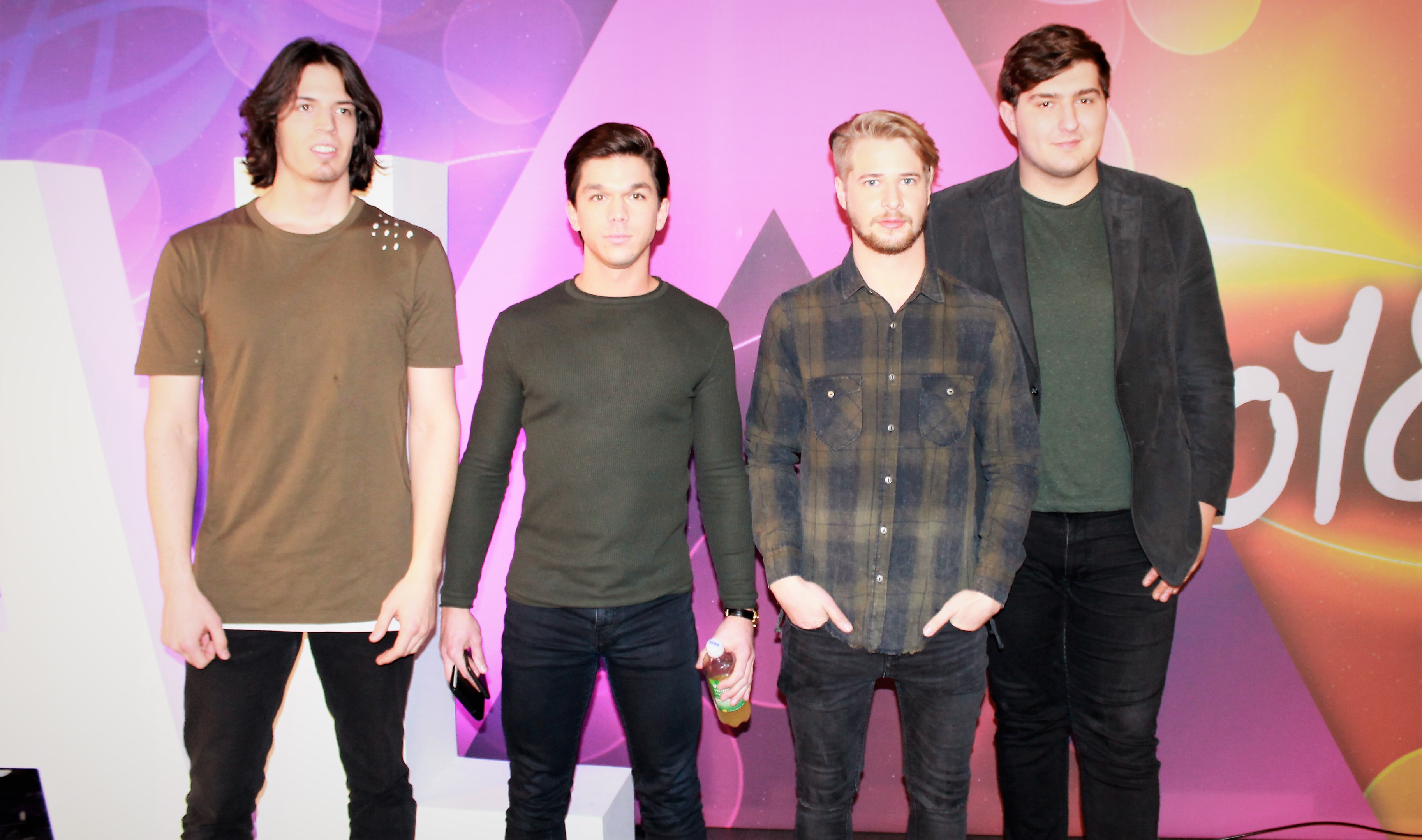
LivingRoom
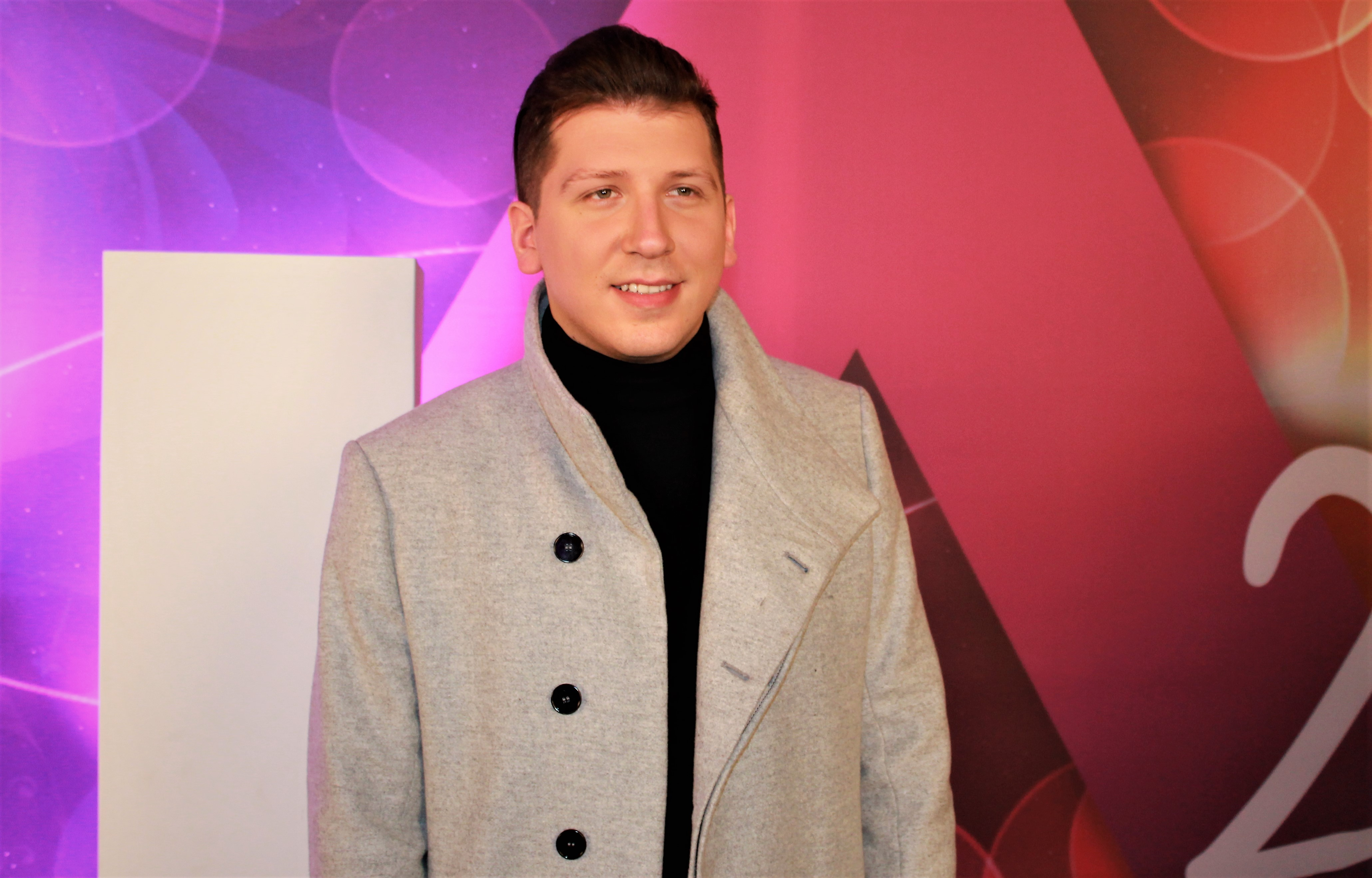
Tamás Vastag
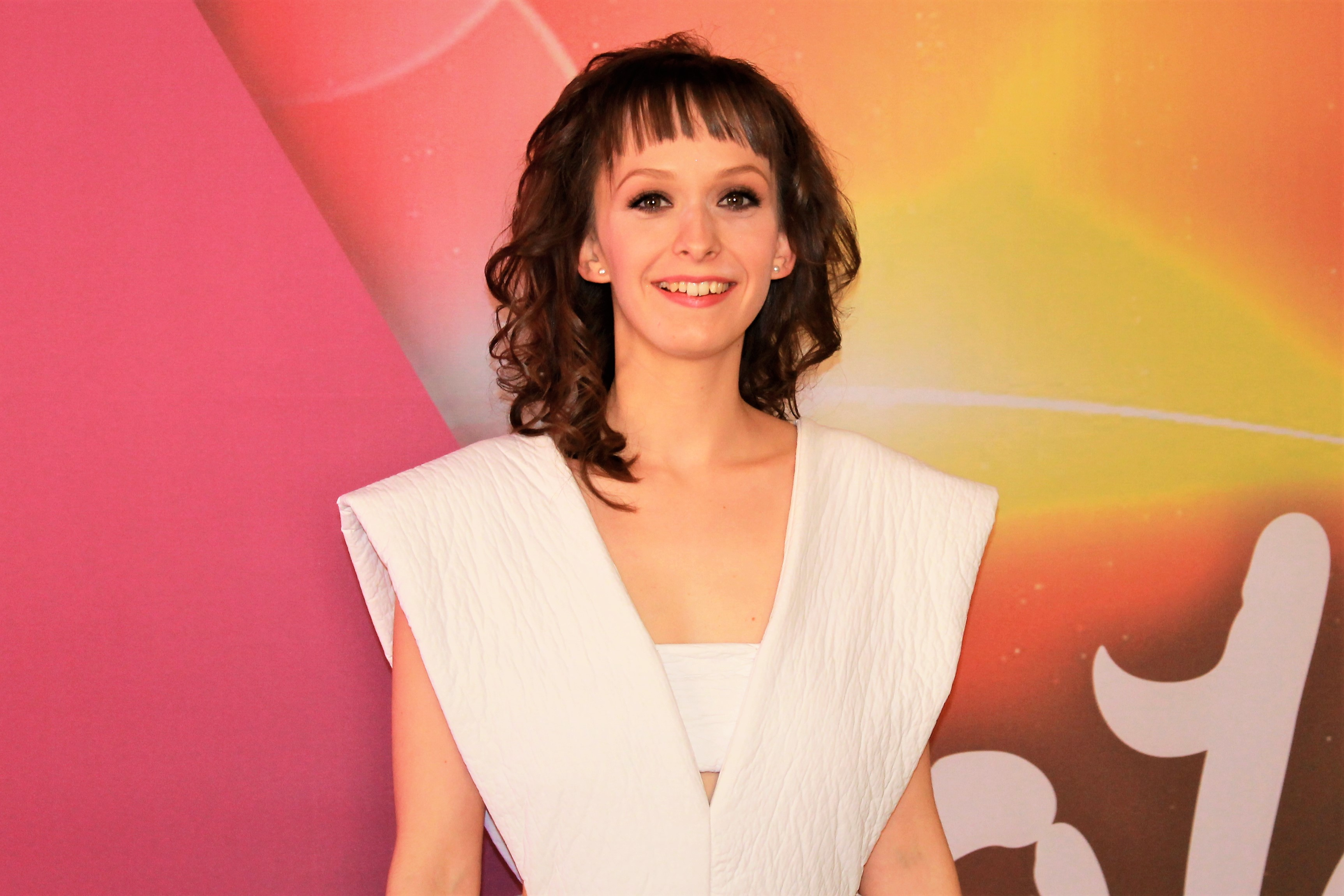
Noémo
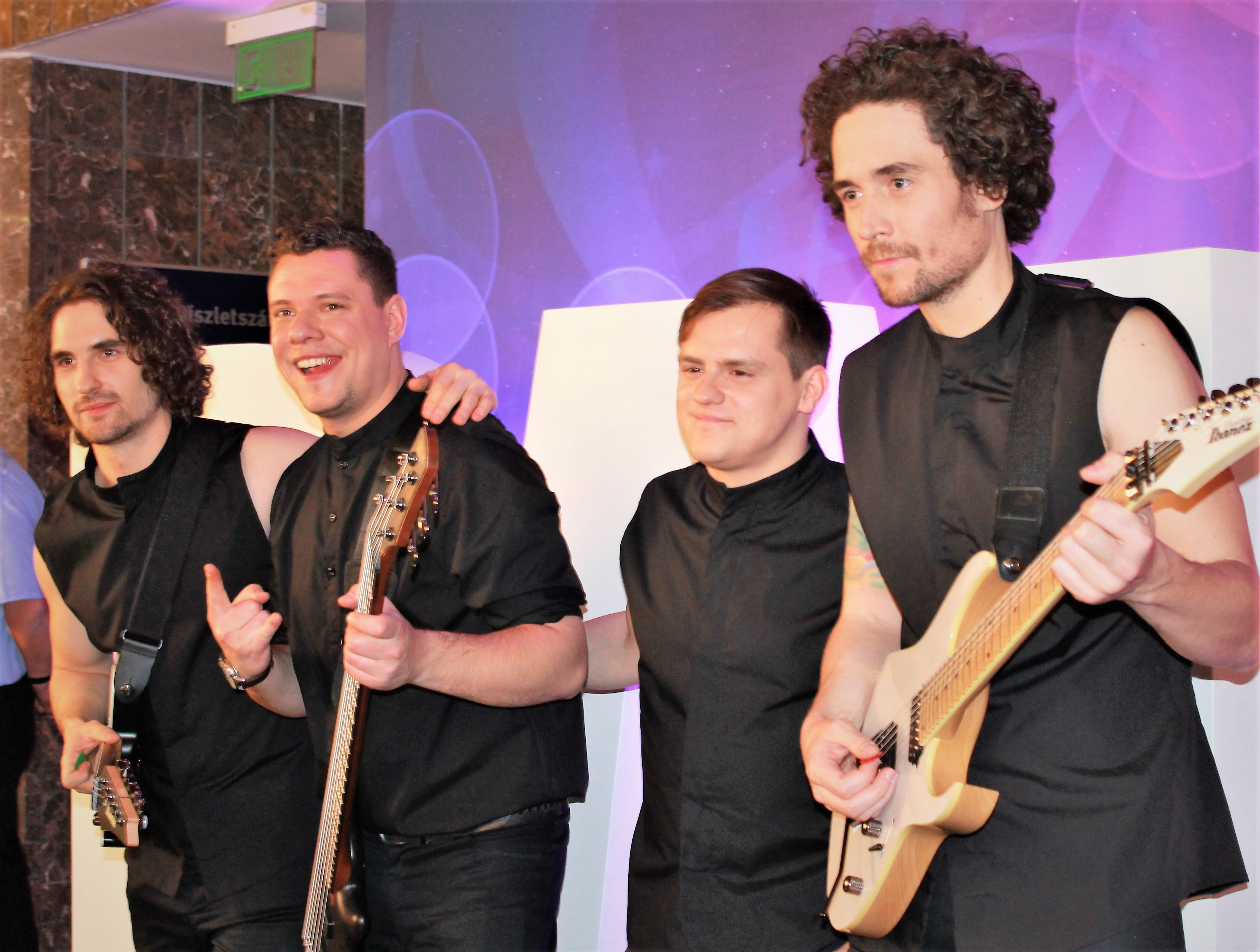
Leander Kills
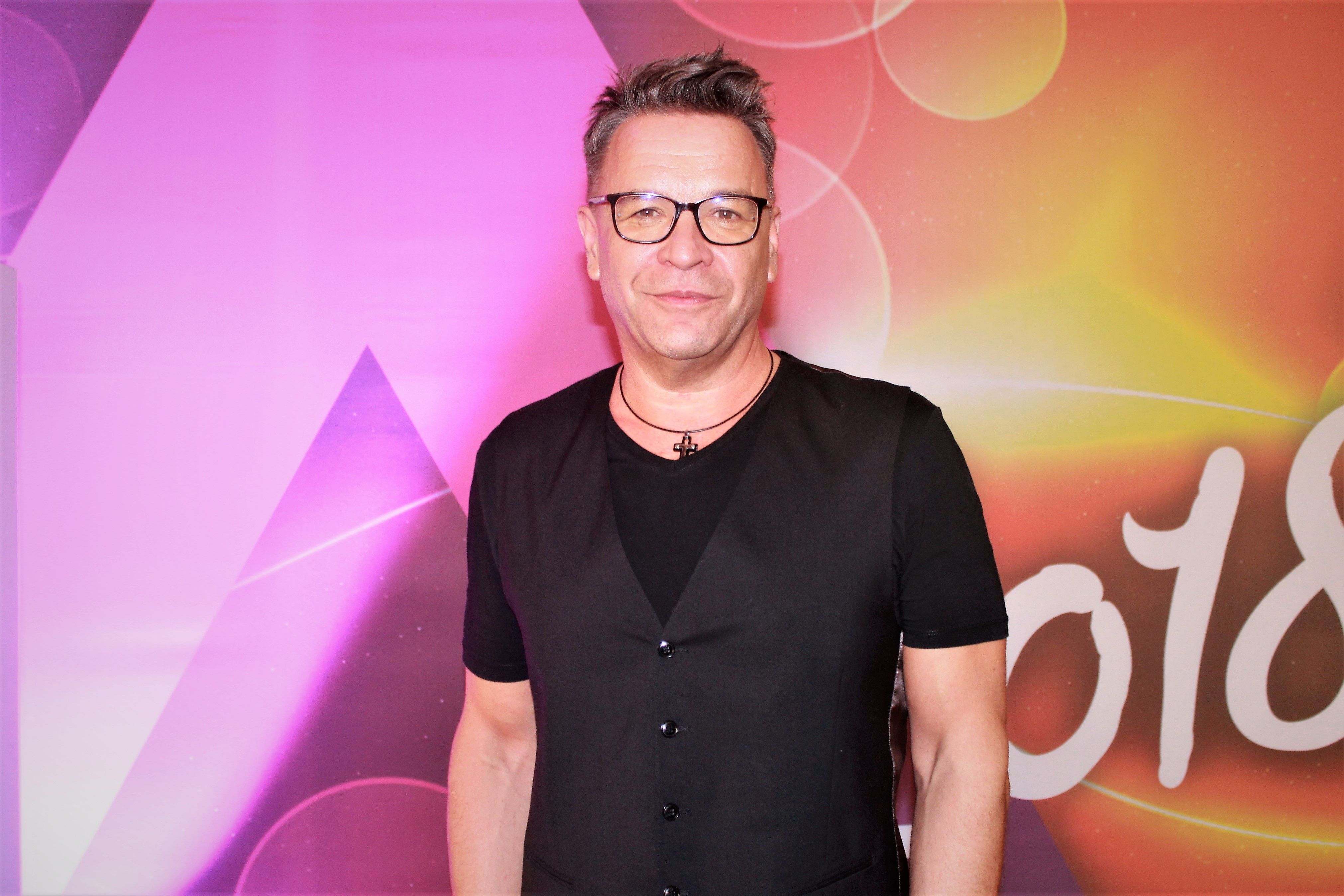
Zsolt Süle

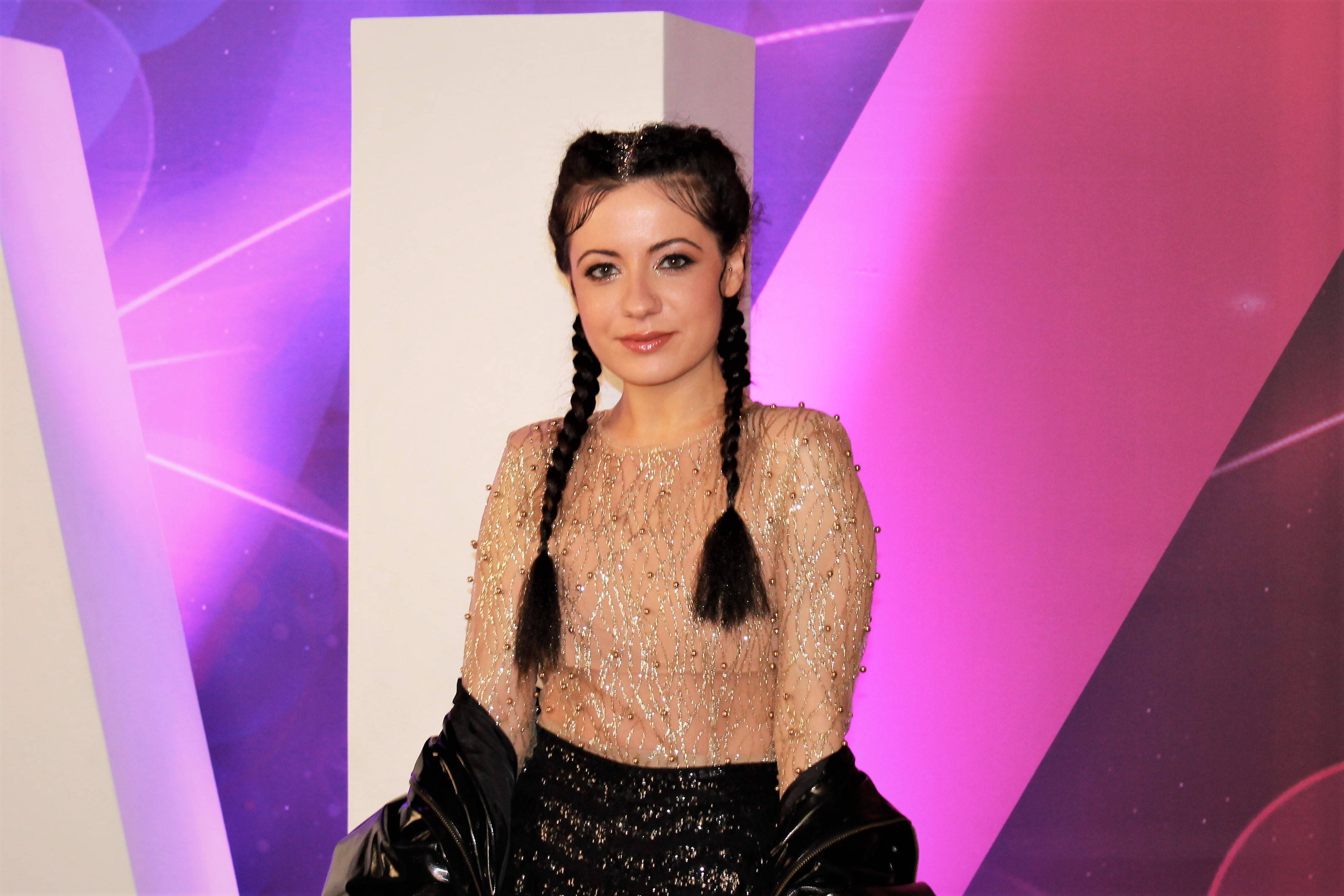
Gabi Knoll
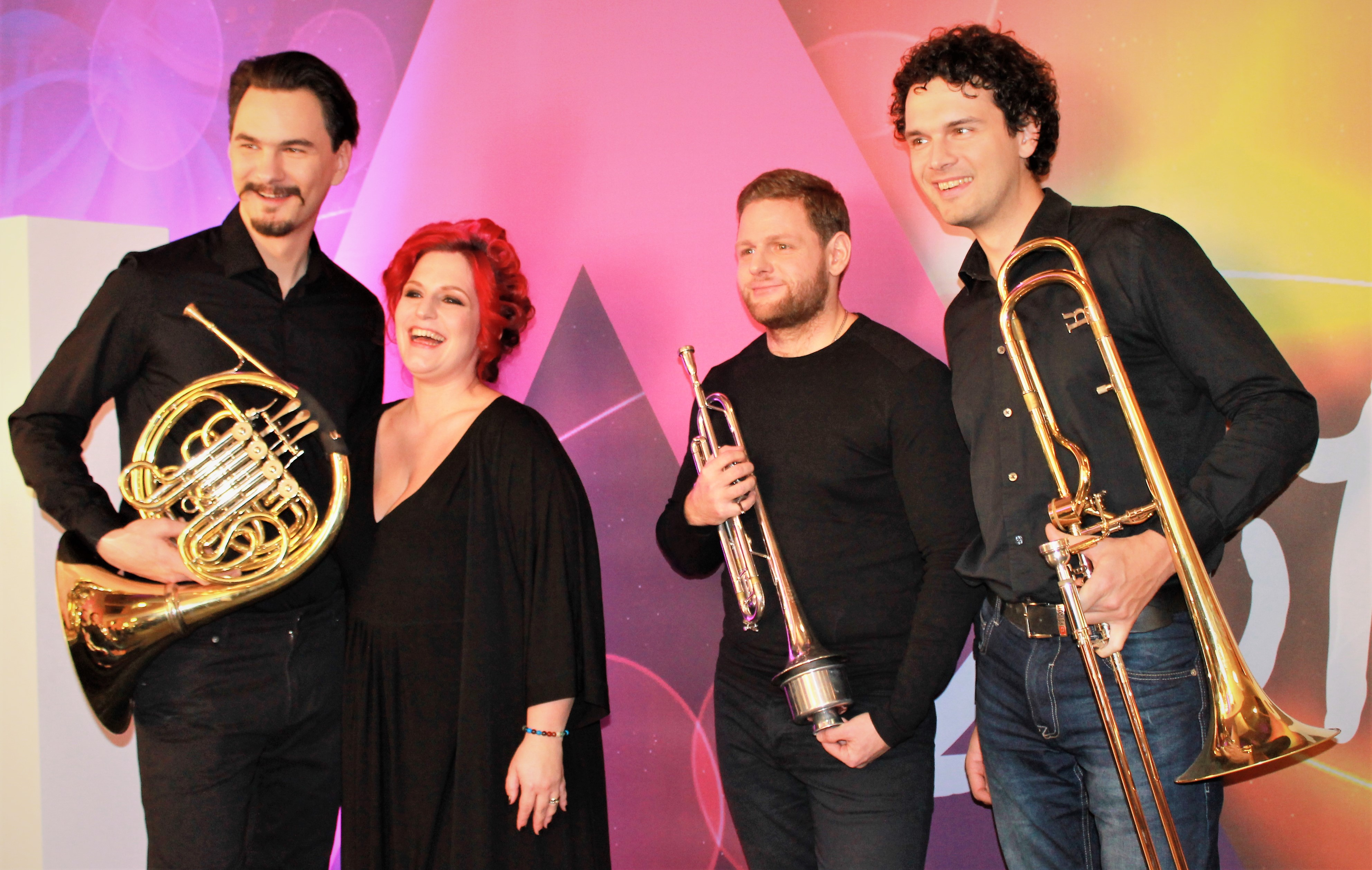
Fourtissimo
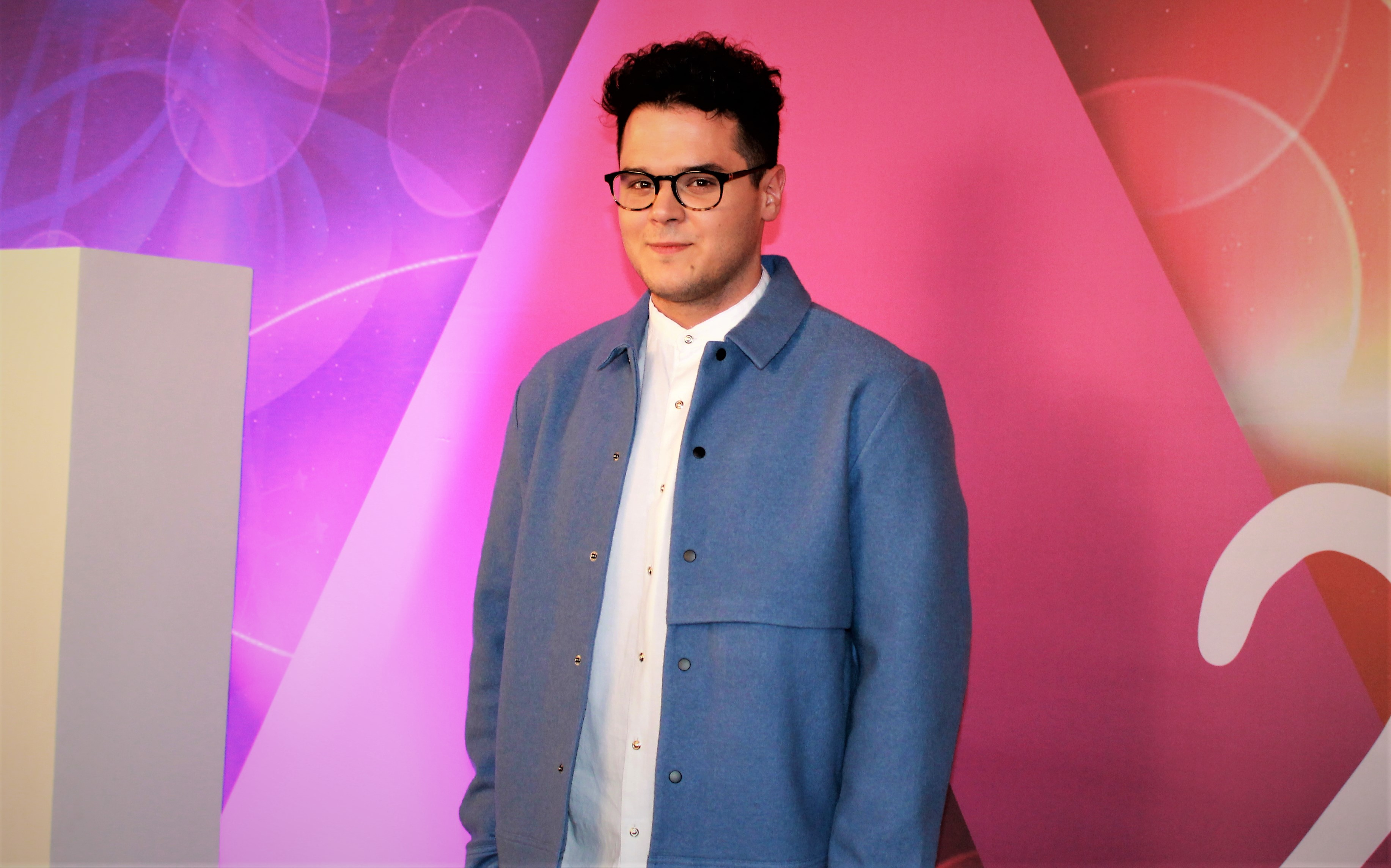
Ceasefire X
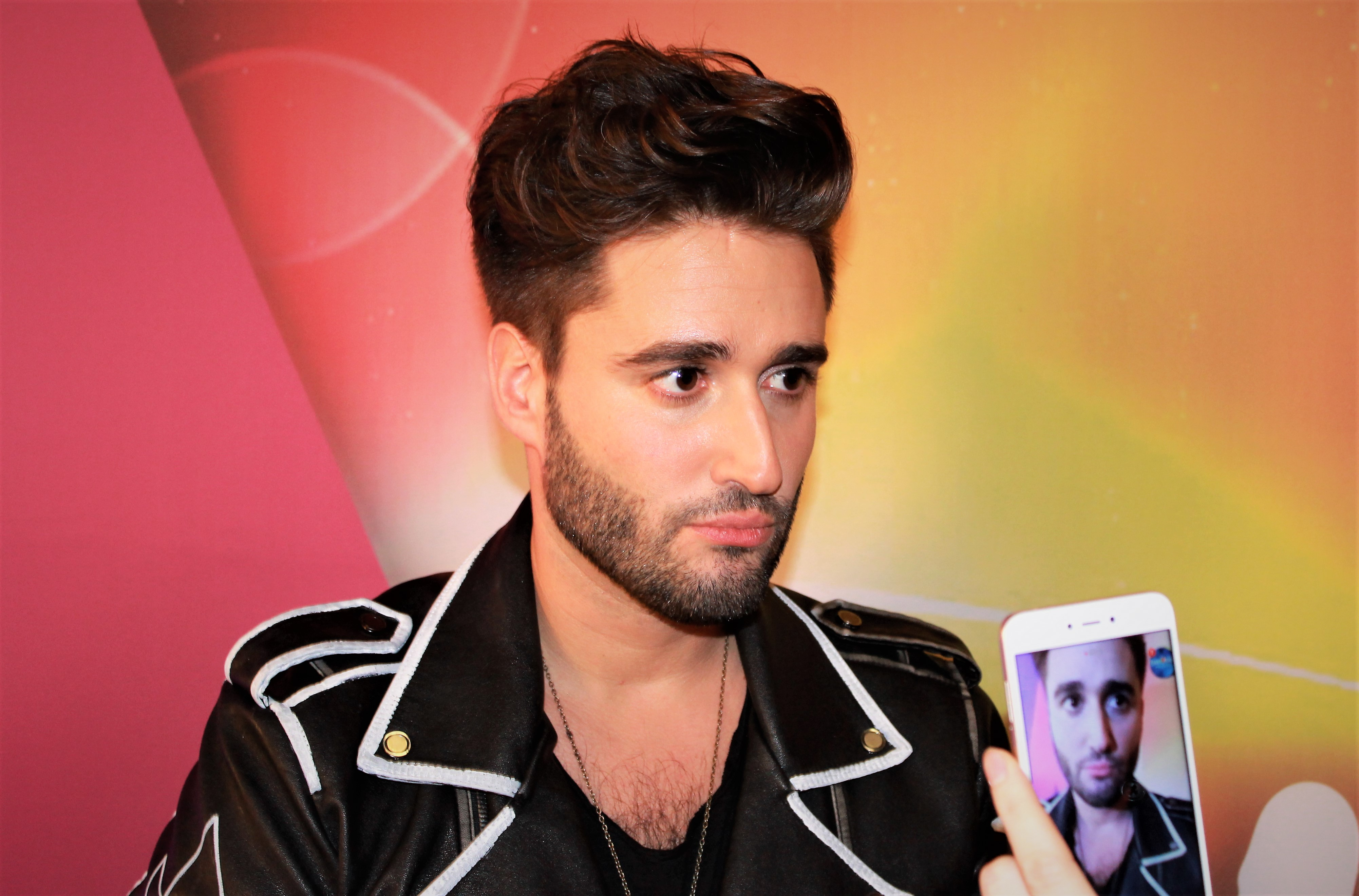
Viktor Király
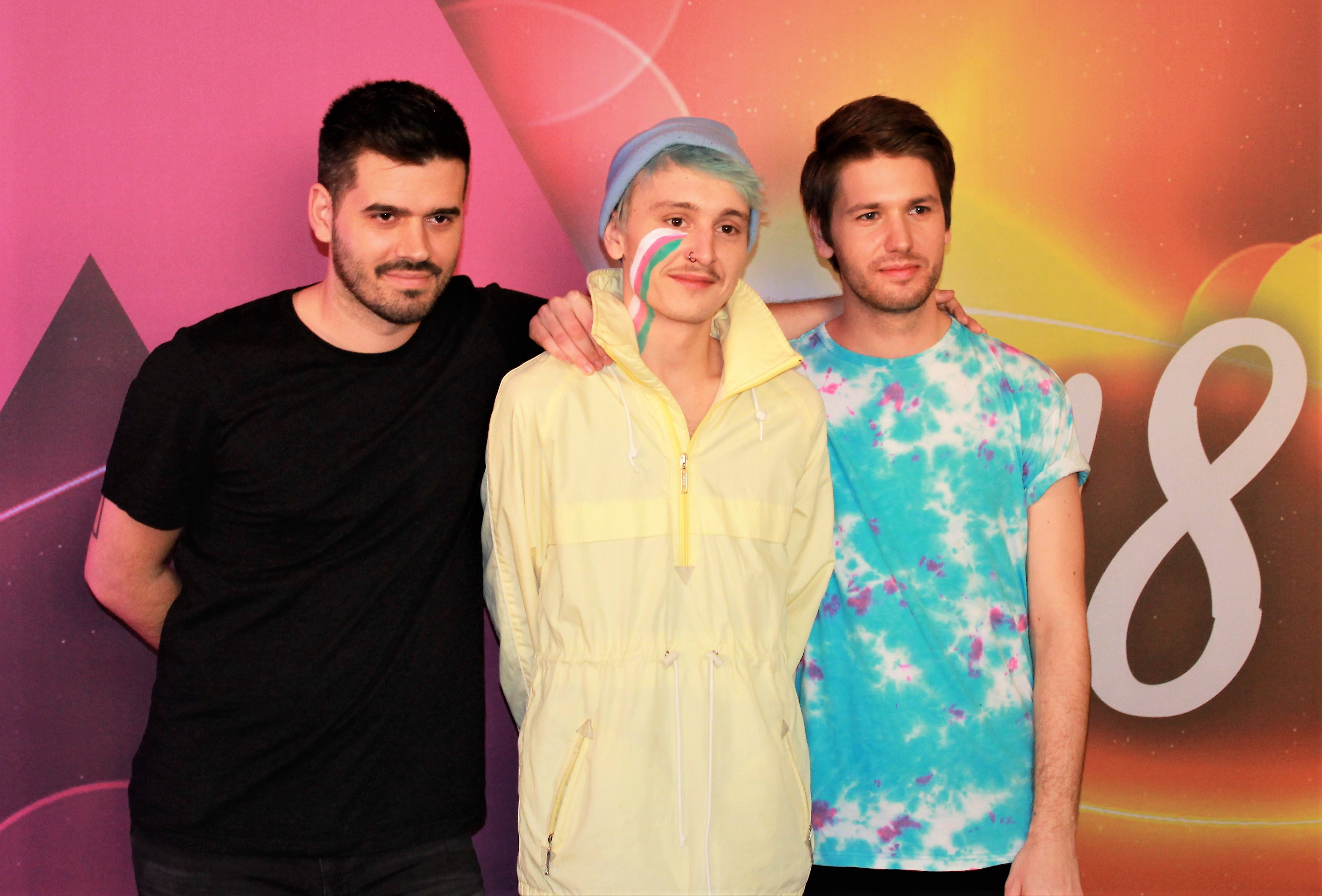
Patikadomb

##### Eliminatoria 2
La segunda eliminatoria tuvo lugar el 27 de enero de 2018. Constó de diez temas, de los que seis se clasificaron hacia las semifinales a través de dos votaciones. En la primera votación, se decidieron los primeros cinco clasificados mediante la combinación de la puntuación de cada juez (80%) y la suma de la puntuación del televoto (20%). En la segunda votación, el televoto repescó a un tema de los cinco restantes.
     Clasificados en la primera ronda: jurado y televoto
     Clasificados en la segunda ronda: televoto
| N.º | Artista           | Canción              | J. Schell | M. Mező | K. Frenreisz | M. Both | Televoto | Total | Resultado    |
| --- | ----------------- | -------------------- | --------- | ------- | ------------ | ------- | -------- | ----- | ------------ |
| 11  | Peet Project      | "Runaround"          | 7         | 7       | 8            | 7       | 7        | 36    | Eliminados   |
| 12  | Odett             | "Aranyhal"           | 8         | 9       | 8            | 8       | 6        | 39    | Clasificados |
| 13  | yesyes            | "I Let You Run Away" | 10        | 8       | 8            | 8       | 9        | 43    | Clasificados |
| 14  | Maya 'n' Peti     | "Nekem te"           | 6         | 6       | 6            | 6       | 6        | 30    | Eliminados   |
| 15  | Viki Singh        | "Butterfly House"    | 7         | 7       | 7            | 7       | 6        | 34    | Eliminada    |
| 16  | SativuS           | "Lusta lány"         | 6         | 7       | 7            | 6       | 8        | 34    | Clasificados |
| 17  | Gergely Dánielfy  | "Azt mondtad"        | 10        | 10      | 8            | 9       | 8        | 45    | Clasificado  |
| 18  | Nene              | "Mese a királyról"   | 7         | 8       | 8            | 8       | 6        | 37    | Eliminada    |
| 19  | Gábor Heincz Biga | "Good Vibez"         | 9         | 9       | 9            | 8       | 8        | 43    | Clasificado  |
| 20  | AWS               | "Viszlát nyár"       | 9         | 9       | 9            | 9       | 9        | 45    | Clasificados |

###### Galería
- Peet Project
- Odett
- yesyes
- Maya'n'Peti
- Viki Singh

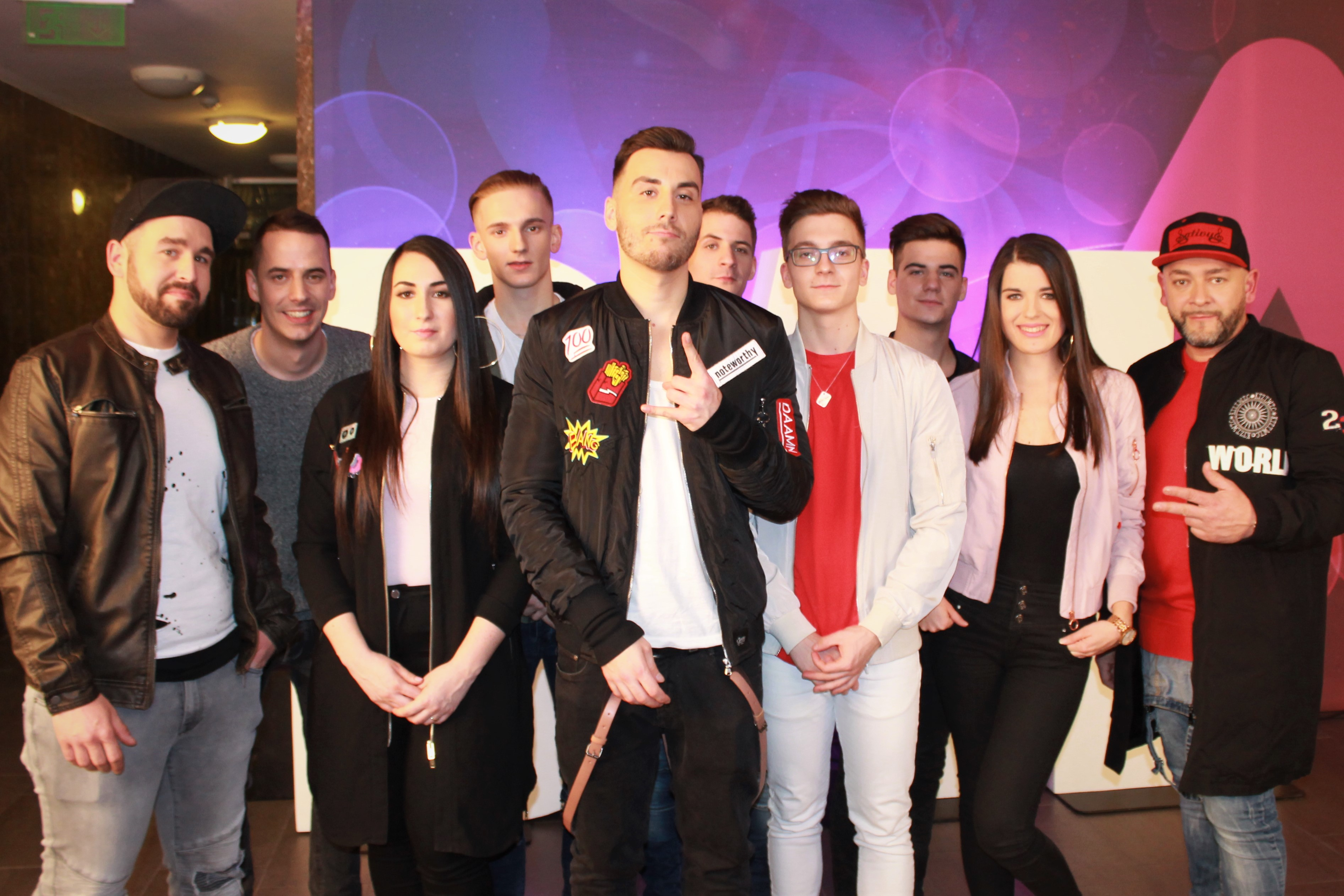
SativuS
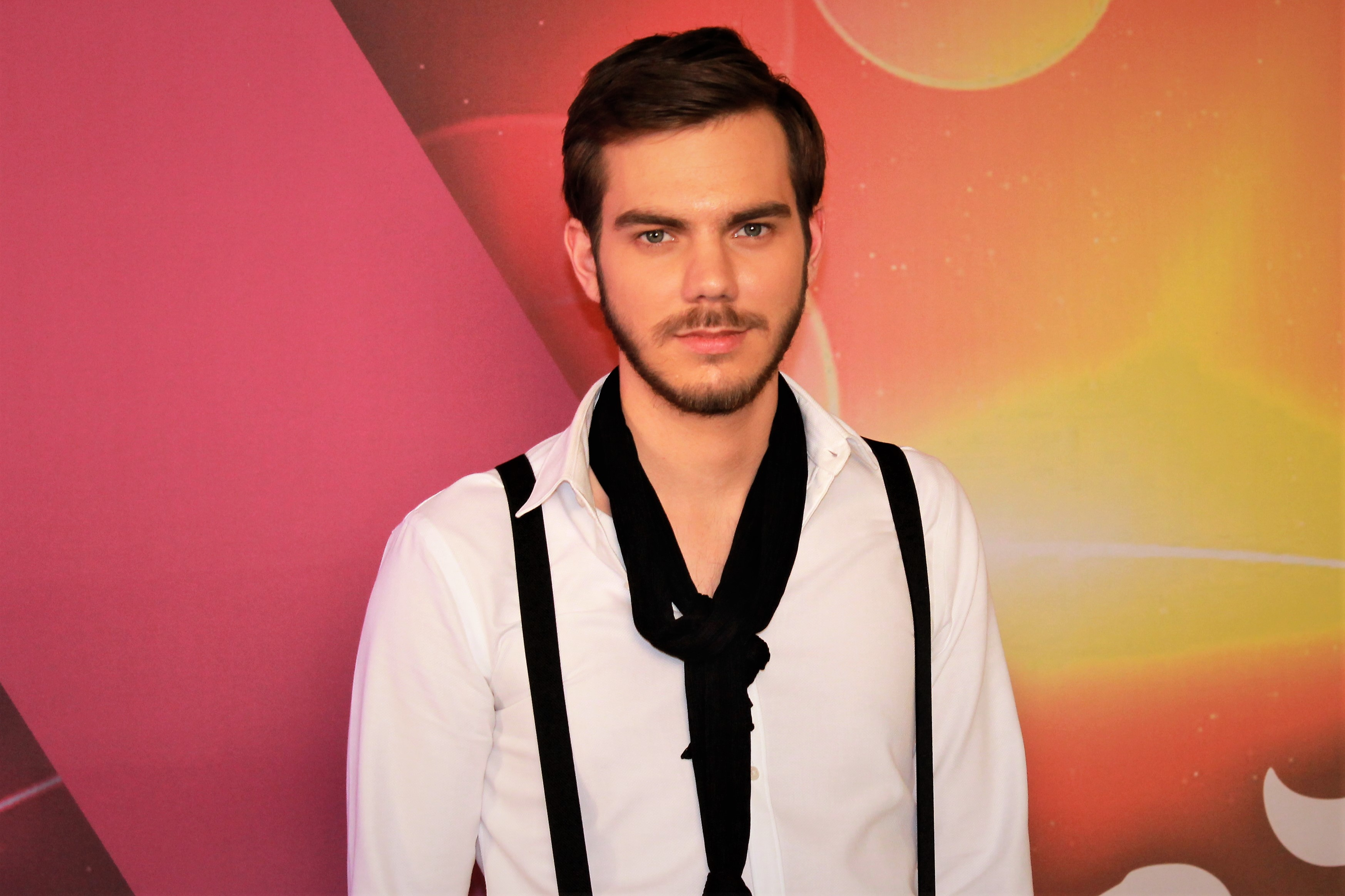
Gergely Dánielfy
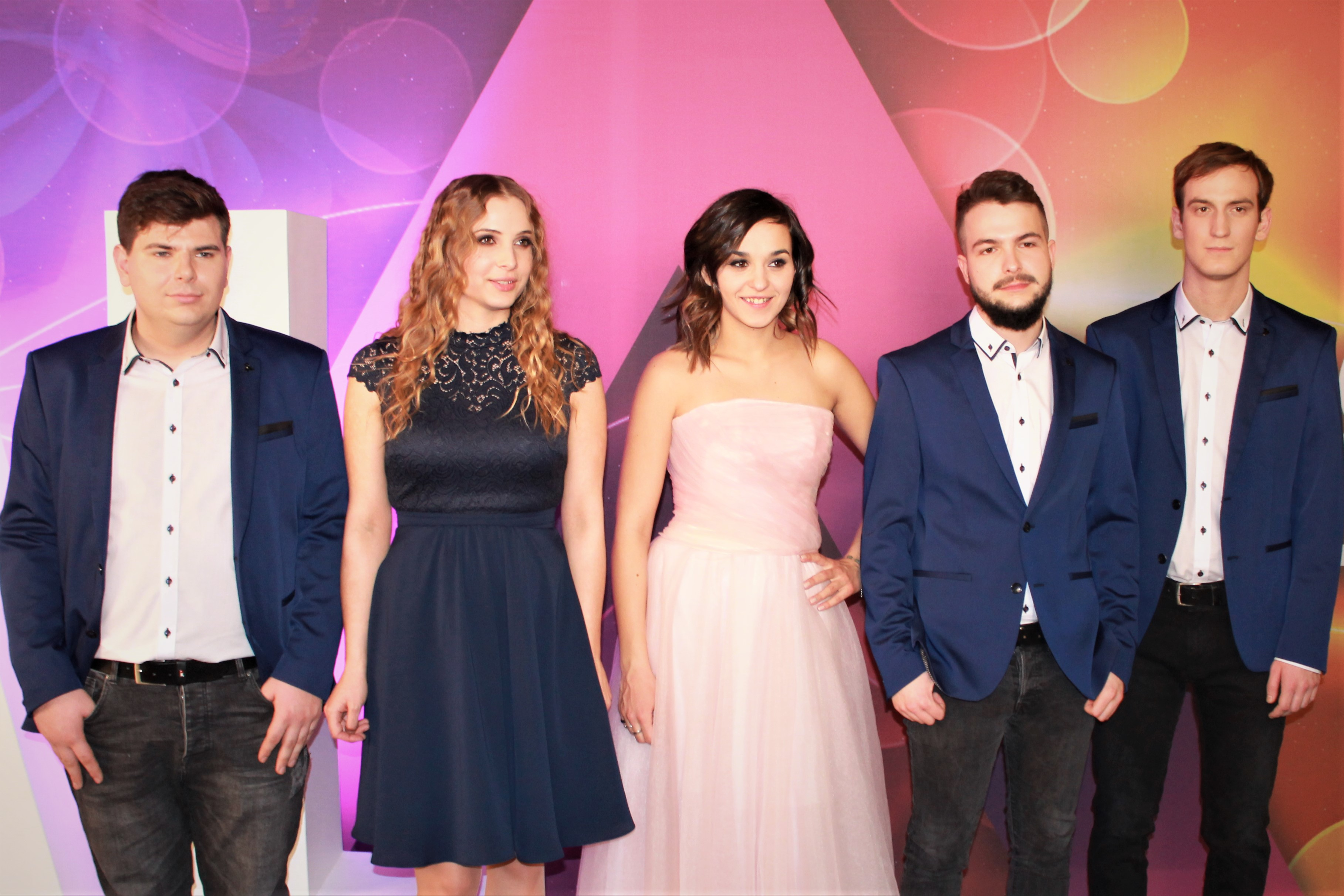
Nene
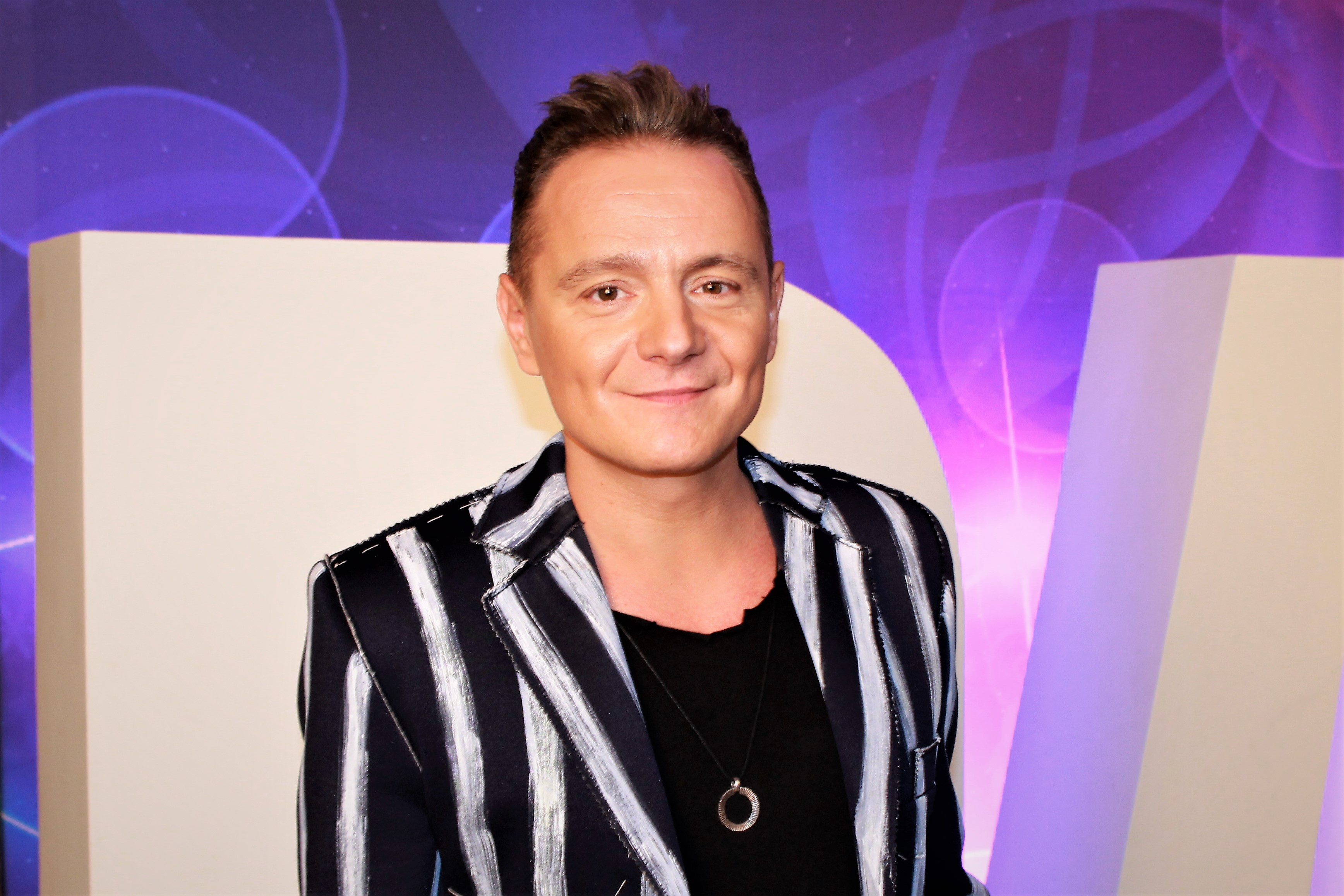
Gábor Heincz Biga
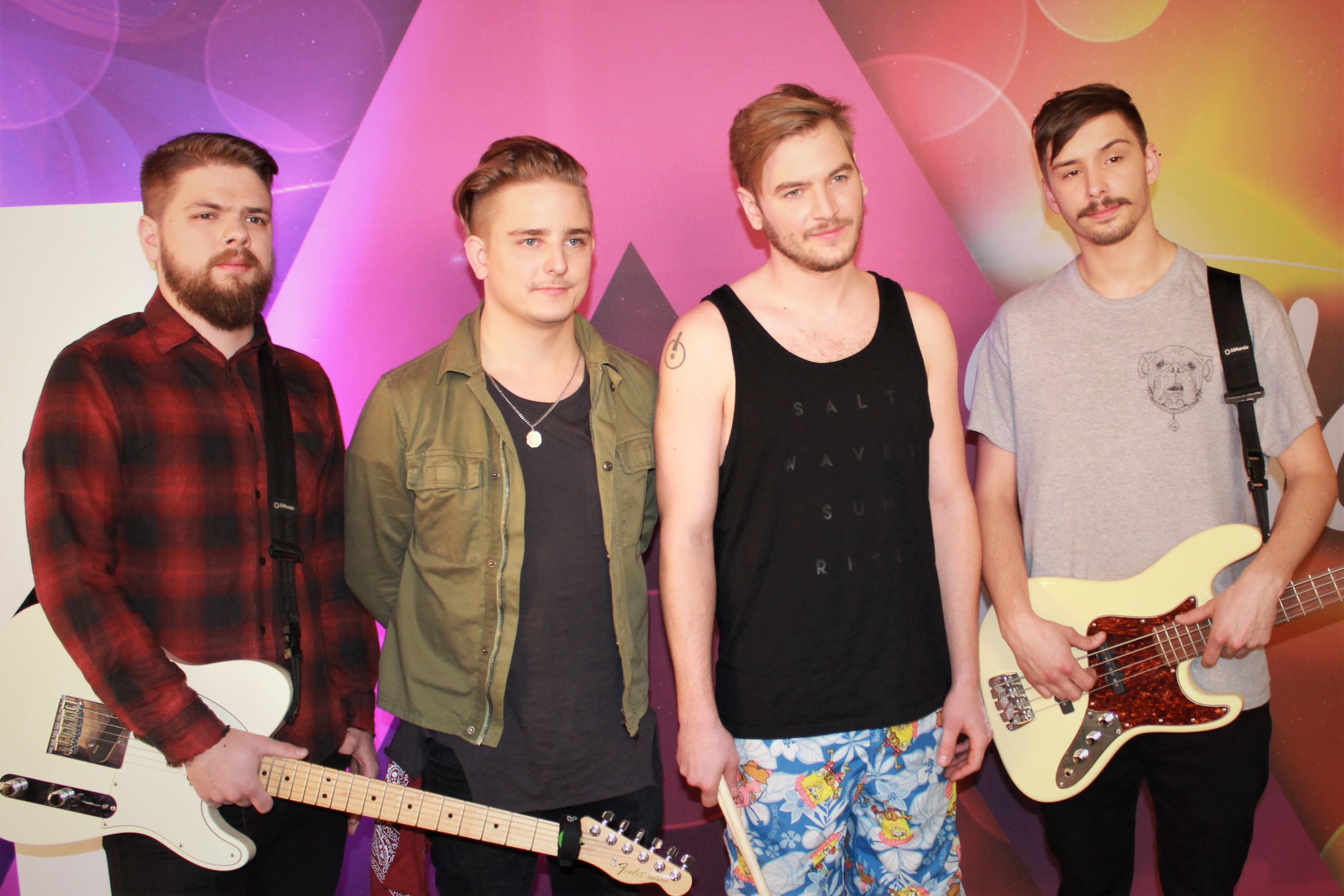
AWS

##### Eliminatoria 3
La tercera eliminatoria tuvo lugar el 3 de febrero de 2018. Constó de diez temas, de los que seis se clasificaron hacia las semifinales a través de dos votaciones. En la primera votación, se decidieron los primeros cinco clasificados mediante la combinación de la puntuación de cada juez (80%) y la suma de la puntuación del televoto (20%). En la segunda votación, el televoto repescó a un tema de los cinco restantes.
     Clasificados en la primera ronda: jurado y televoto
     Clasificados en la segunda ronda: televoto
| N.º | Artista                                                 | Canción                       | J. Schell | M. Mező | K. Frenreisz | M. Both | Televoto | Total | Resultado    |
| --- | ------------------------------------------------------- | ----------------------------- | --------- | ------- | ------------ | ------- | -------- | ----- | ------------ |
| 21  | Nova Prospect                                           | "Vigyázó"                     | 7         | 7       | 8            | 7       | 8        | 37    | Eliminados   |
| 22  | Cintia Horváth y Tomi Balogh                            | "Journey (Break Your Chains)" | 8         | 8       | 7            | 8       | 6        | 37    | Clasificados |
| 23  | Maszkura és a tücsökraj                                 | "Nagybetűs szavak"            | 8         | 8       | 8            | 8       | 6        | 38    | Eliminados   |
| 24  | Roland Gulyás                                           | "H Y P N O T I Z E D"         | 7         | 7       | 7            | 6       | 8        | 35    | Clasificado  |
| 25  | Reni Tolvai                                             | "Crack My Code"               | 8         | 7       | 8            | 7       | 7        | 37    | Eliminada    |
| 26  | Ham ko Ham                                              | "Bármerre jársz"              | 7         | 8       | 7            | 8       | 8        | 38    | Clasificados |
| 27  | #yeahla feat. Viki Eszes                                | "1 Szó Mint 100"              | 6         | 7       | 7            | 8       | 7        | 35    | Eliminados   |
| 28  | Andy Roll                                               | "Turn the Lights On"          | 7         | 6       | 7            | 6       | 7        | 33    | Eliminado    |
| 29  | Tamás Horváth                                           | "Meggyfa"                     | 9         | 8       | 8            | 8       | 9        | 42    | Clasificado  |
| 30  | Nikoletta Szőke, Attila Kökény y Róbert Szakcsi Lakatos | "Életre kel"                  | 10        | 9       | 9            | 9       | 7        | 44    | Clasificados |

###### Galería

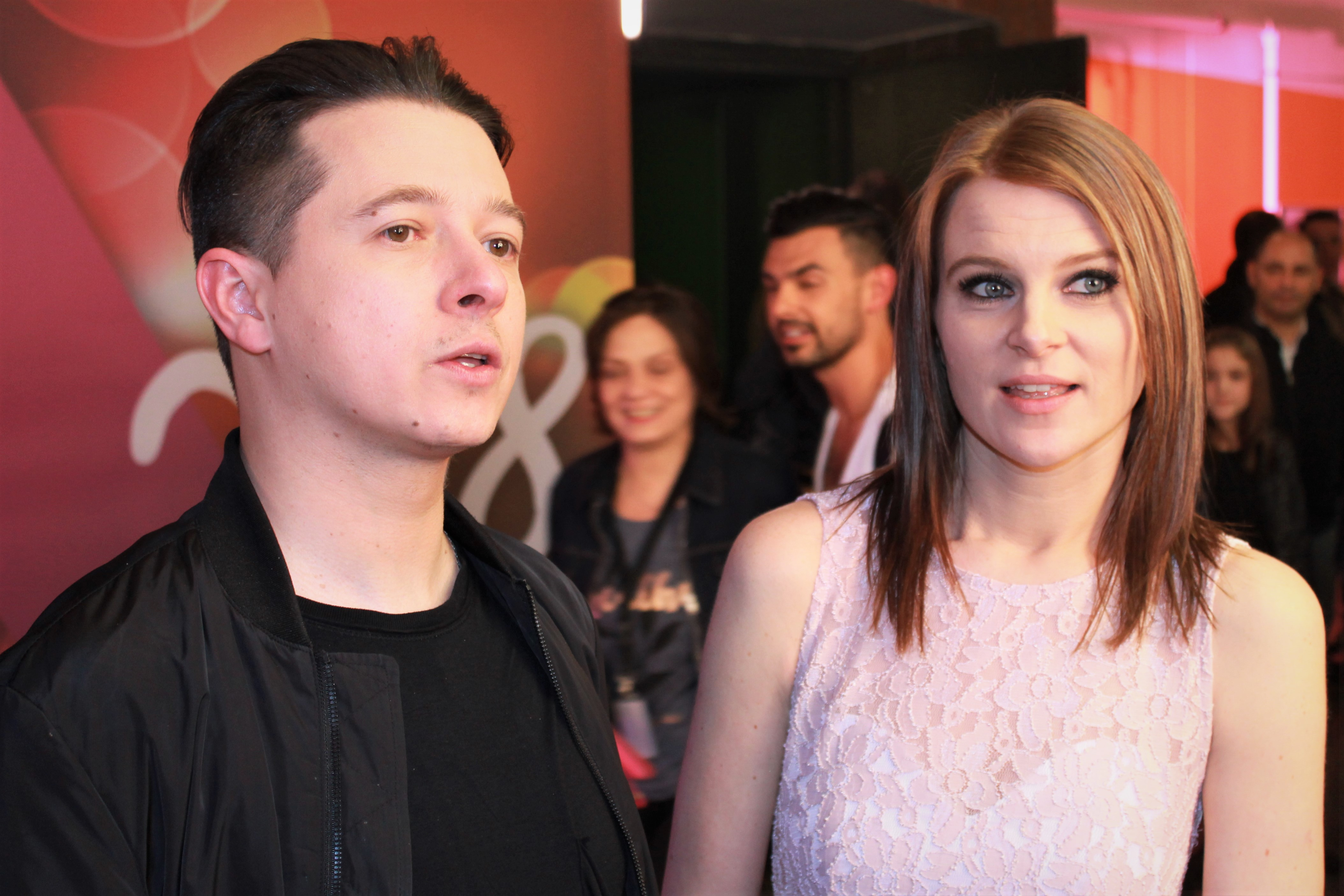
Nova Prospect
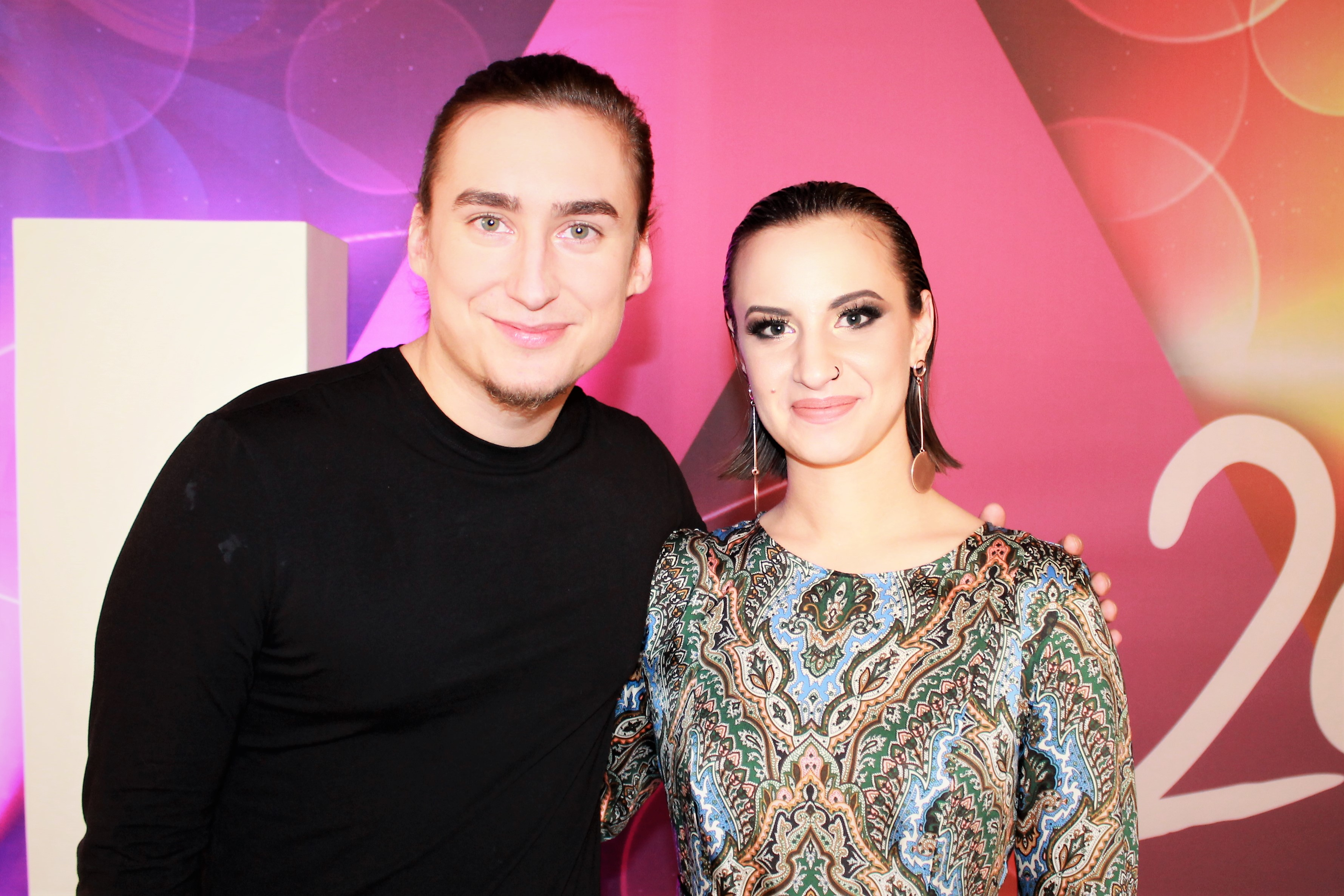
Cintia Horváth y Tomi Balogh
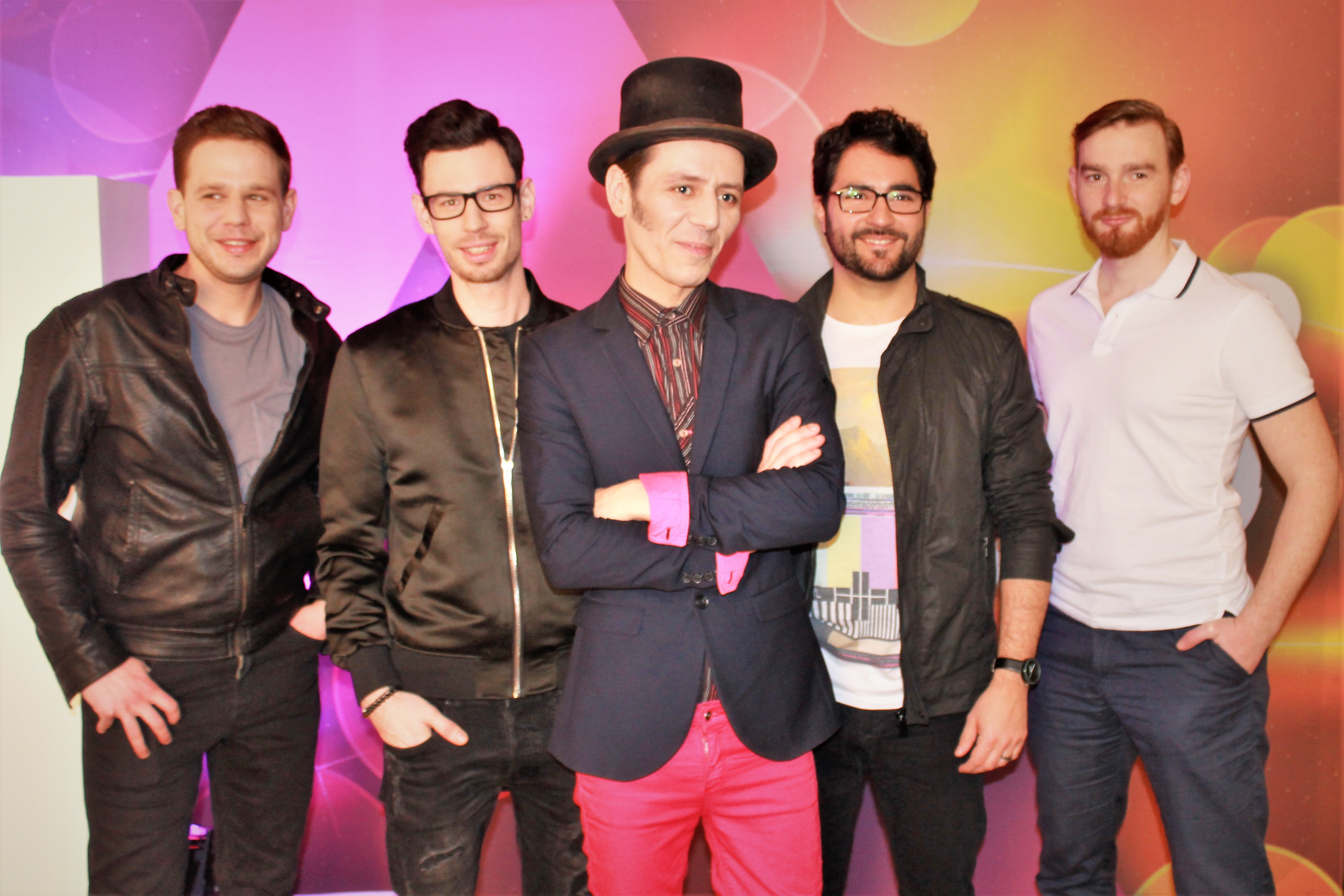
Maszkura és a tücsökraj
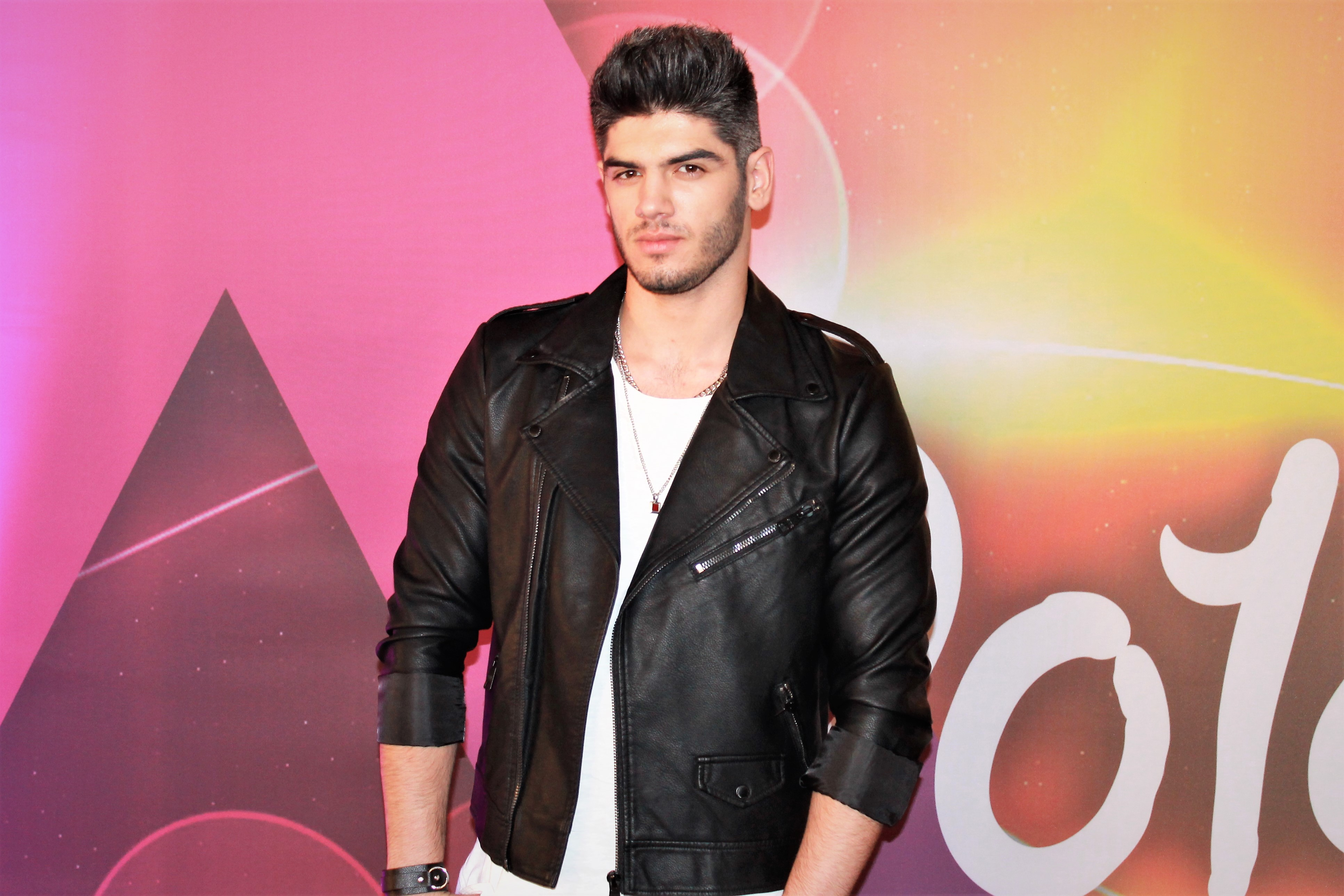
Roland Gulyás
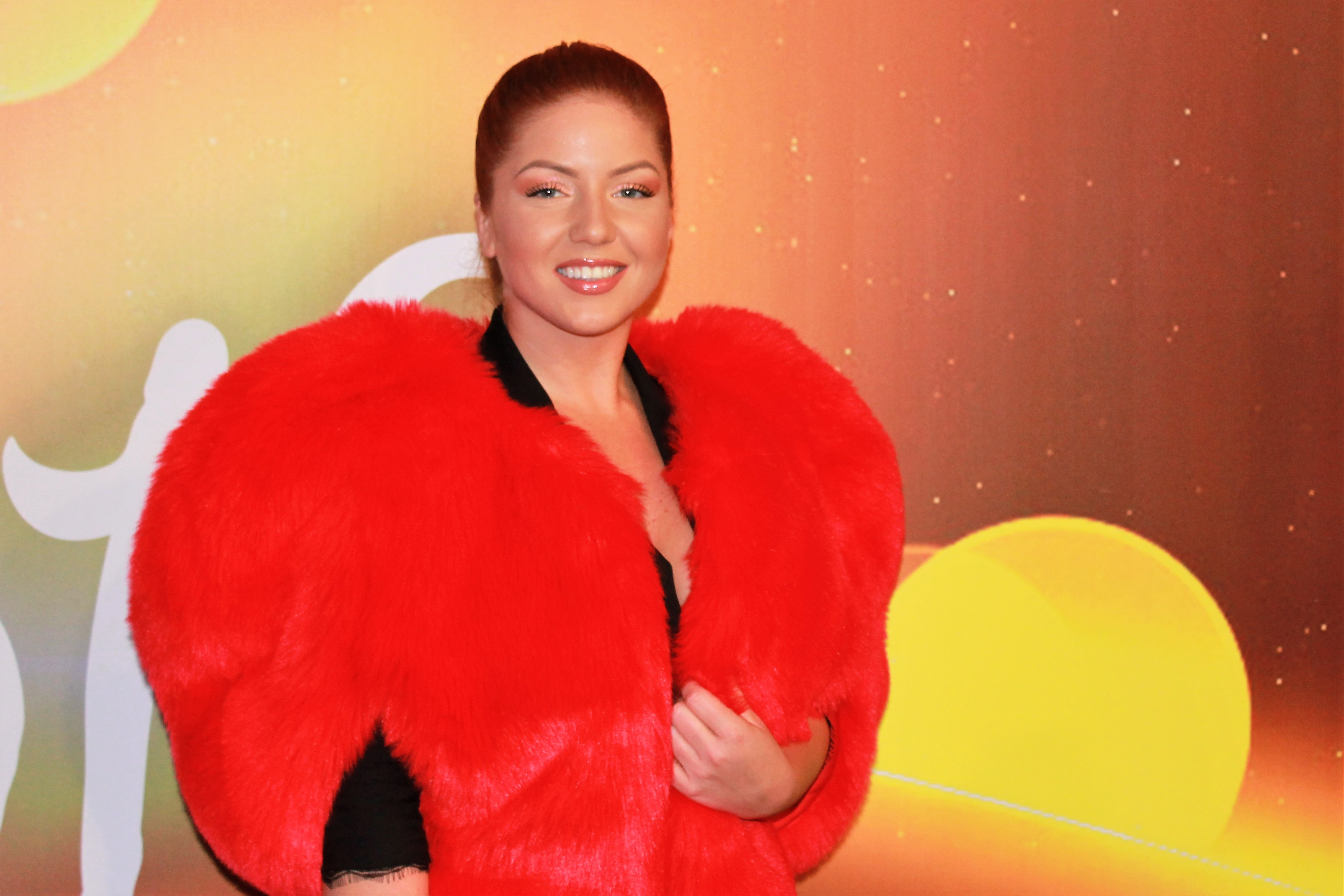
Reni Tolvai

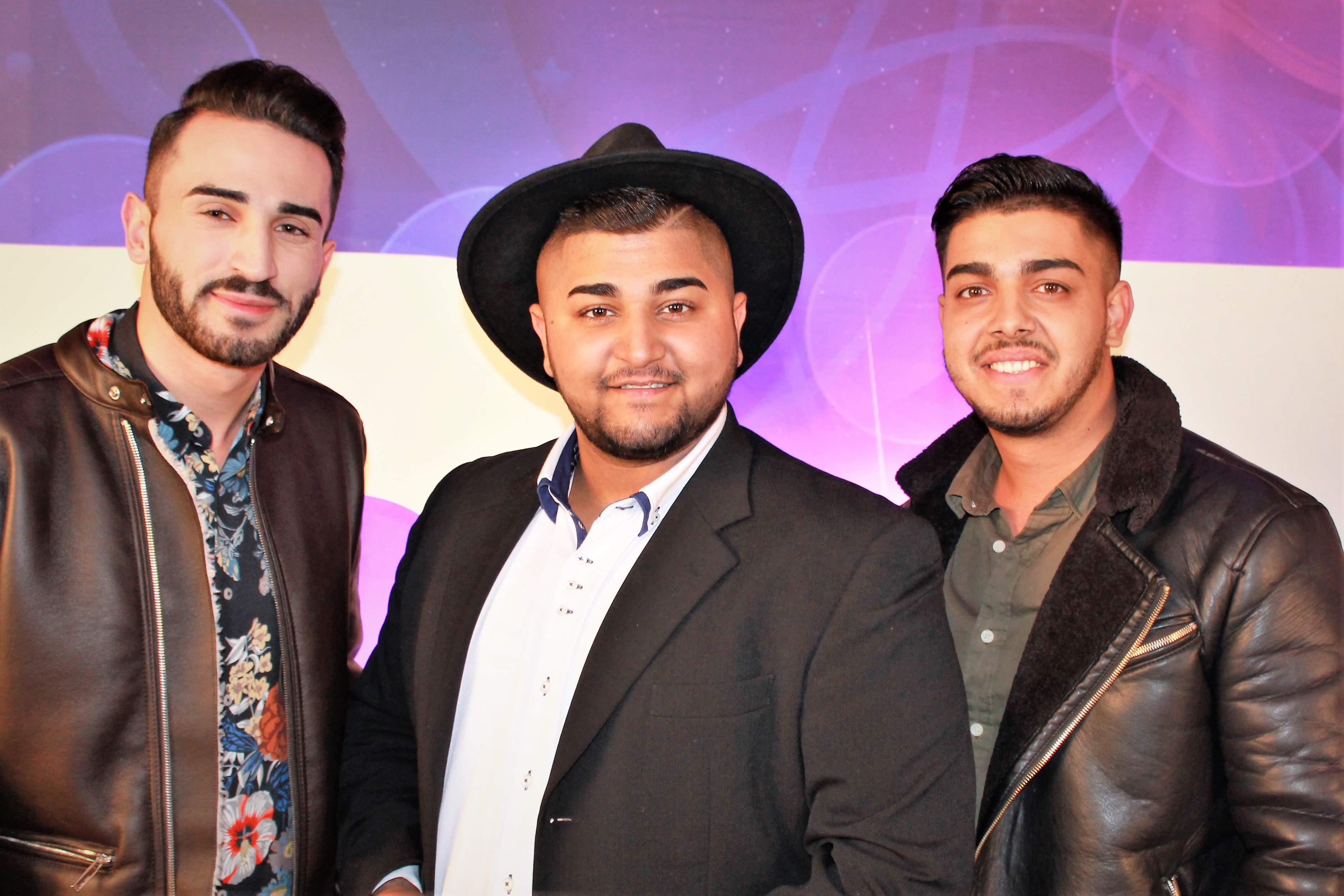
Ham ko Ham
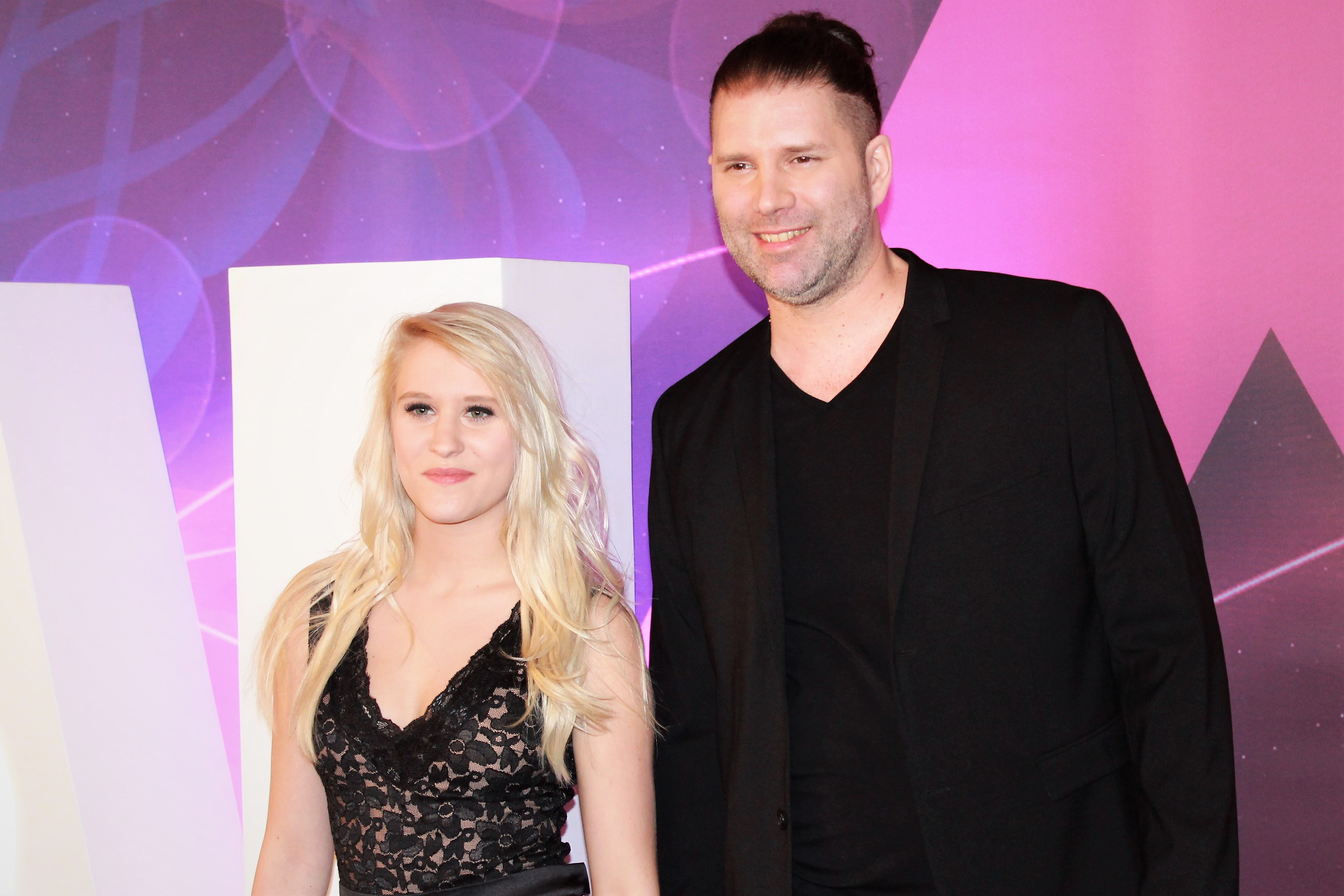
#yeahla feat. Viki Eszes
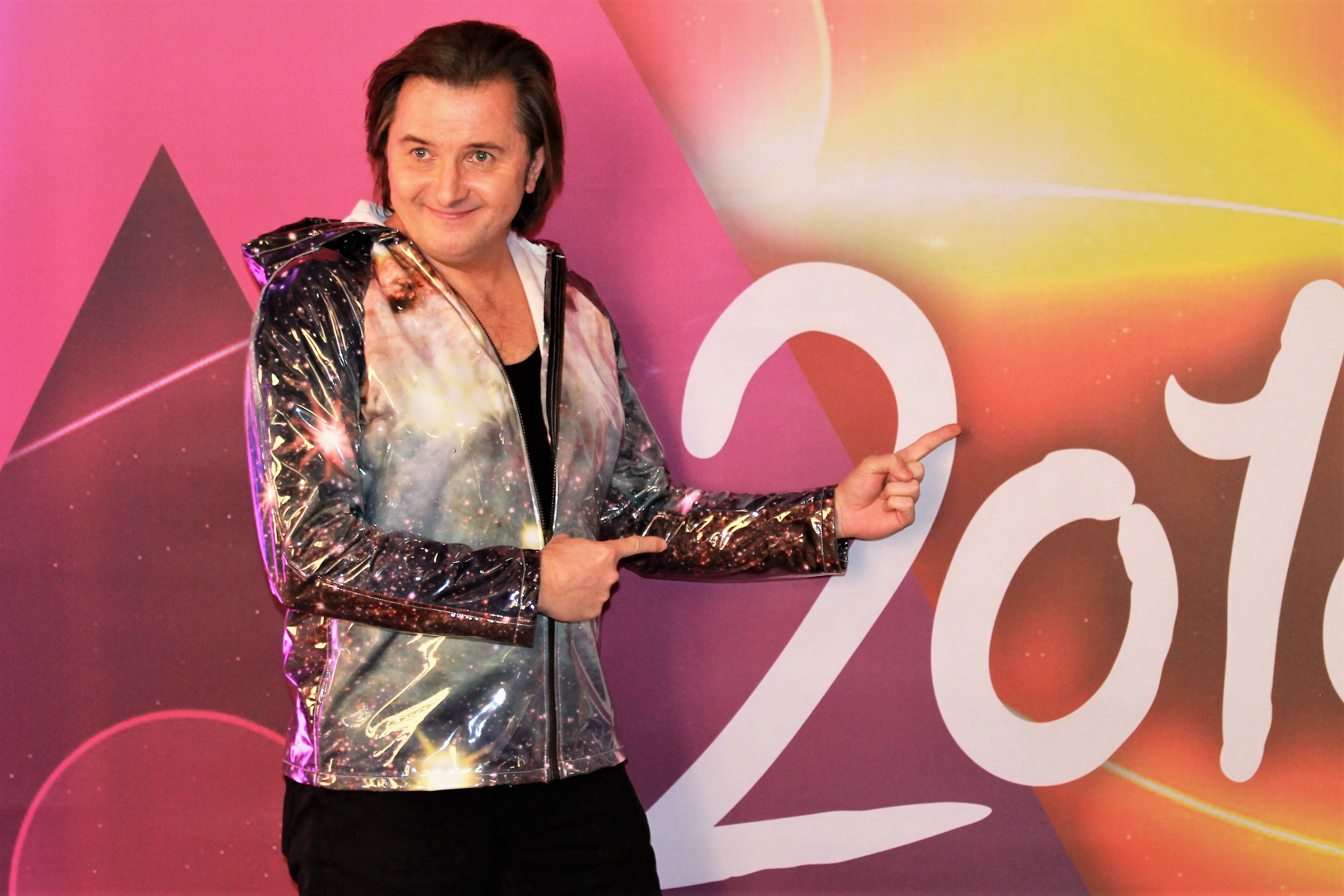
Andy Roll
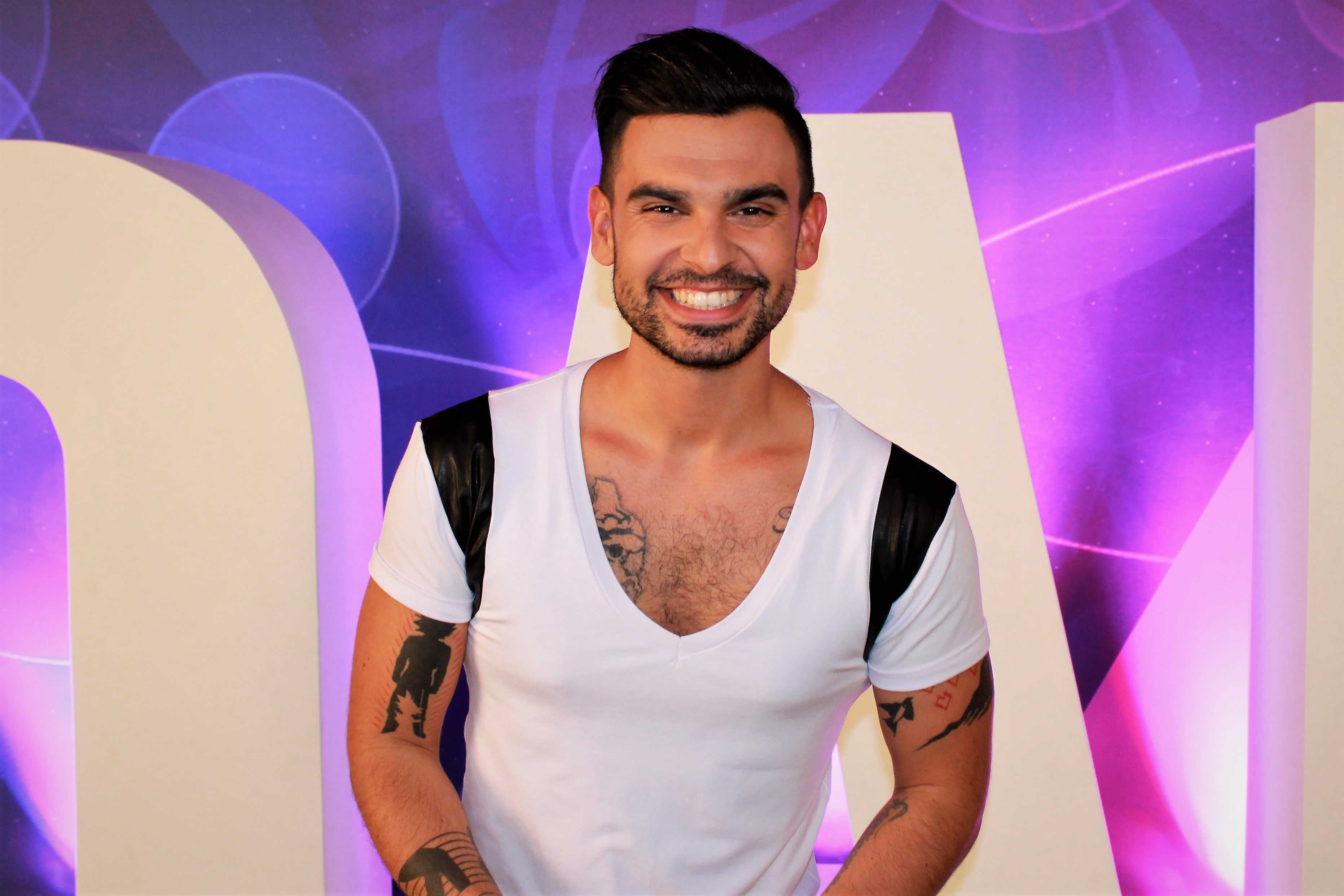
Tamás Horváth
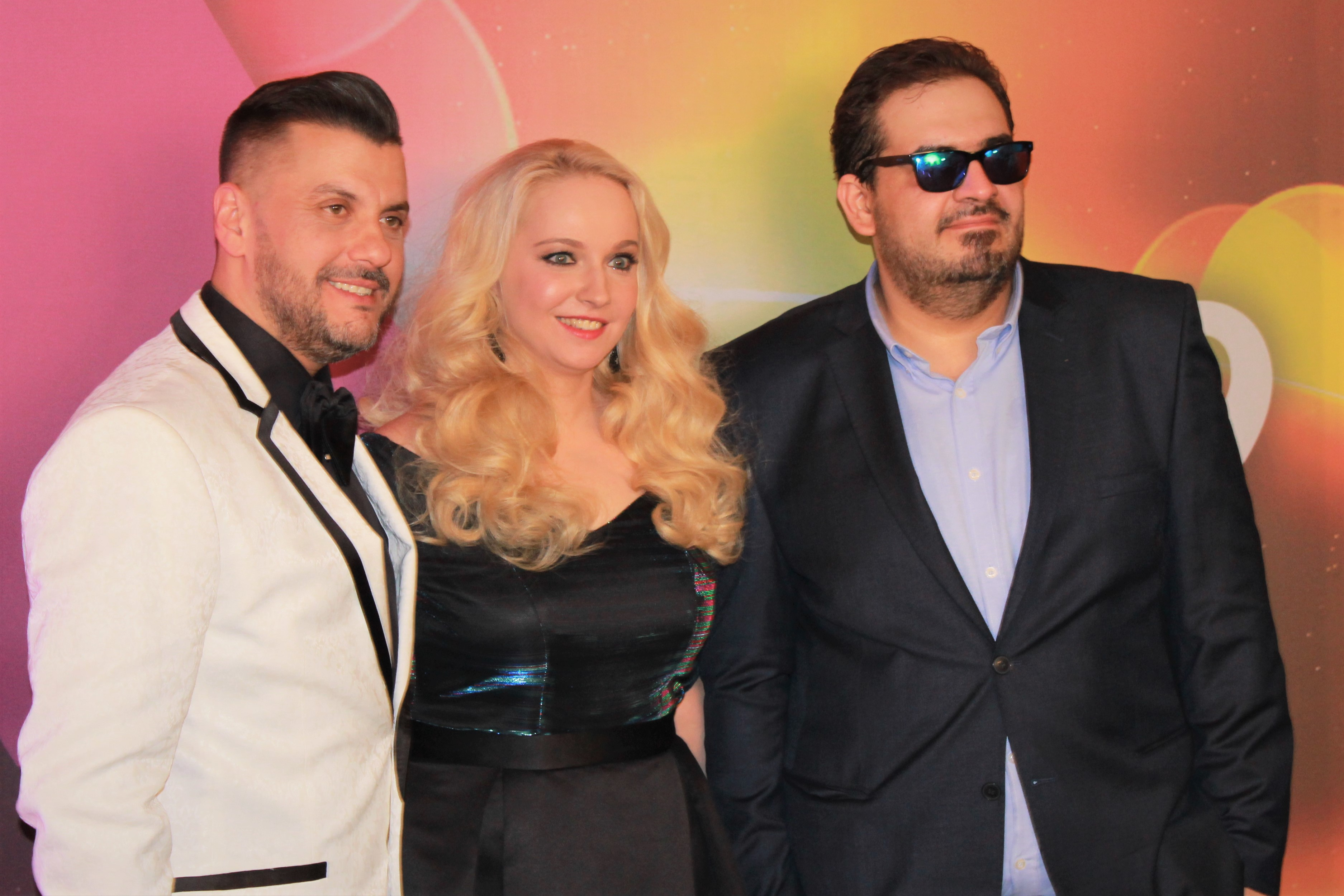
Nikoletta Szőke, Attila Kökény y Róbert Szakcsi Lakatos

##### Semifinal 1
La primera semifinal tuvo lugar el 10 de febrero de 2018. En ella, compitieron nueve temas, de los que cuatro se clasificaron. En la primera votación, se decidieron tres clasificados a través de la suma de las puntuaciones del jurado (80%) y el televoto (20%). En la segunda votación, el televoto repescó a un artista más.
     Clasificados en la primera ronda: jurado y televoto
     Clasificados en la segunda ronda: televoto
| N.º | Artista                 | Canción               | J. Schell | M. Mező | K. Frenreisz | M. Both | Televoto | Total | Resultado    |
| --- | ----------------------- | --------------------- | --------- | ------- | ------------ | ------- | -------- | ----- | ------------ |
| 1   | Ham ko Ham              | "Bármerre jársz"      | 7         | 8       | 7            | 8       | 6        | 36    | Eliminados   |
| 2   | Gábor Heincz Biga       | "Good Vibez"          | 9         | 9       | 9            | 8       | 7        | 42    | Clasificado  |
| 3   | SativuS                 | "Lusta lány"          | 6         | 7       | 8            | 7       | 5        | 33    | Eliminados   |
| 4   | Gabi Knoll              | "Nobody to Die For"   | 9         | 8       | 7            | 8       | 5        | 37    | Eliminado    |
| 5   | Maszkura és a tücsökraj | "Nagybetűs szavak"    | 8         | 8       | 8            | 8       | 5        | 37    | Eliminados   |
| 6   | Zsolt Süle              | "Zöld a május"        | 10        | 10      | 9            | 10      | 6        | 45    | Clasificado  |
| 7   | Roland Gulyás           | "H Y P N O T I Z E D" | 7         | 7       | 8            | 6       | 7        | 35    | Eliminado    |
| 8   | Gergely Dánielfy        | "Azt mondtad"         | 10        | 10      | 9            | 10      | 8        | 47    | Clasificado  |
| 9   | Leander Kill            | "Nem szól harang"     | 8         | 8       | 8            | 9       | 8        | 41    | Clasificados |

##### Semifinal 2
La segunda semifinal tuvo lugar el 17 de febrero de 2018. En ella, compitieron nueve temas, de los que cuatro se clasificaron. En la primera votación, se decidieron tres clasificados a través de la suma de las puntuaciones del jurado (80%) y el televoto (20%). En la segunda votación, el televoto repescó a un artista más.
     Clasificados en la primera ronda: jurado y televoto
     Clasificados en la segunda ronda: televoto
| N.º | Artista                                                 | Canción                       | J. Schell | M. Mező | K. Frenreisz | M. Both | Televoto | Total | Resultado    |
| --- | ------------------------------------------------------- | ----------------------------- | --------- | ------- | ------------ | ------- | -------- | ----- | ------------ |
| 1   | Cintia Horváth y Tomi Balogh                            | "Journey (Break Your Chains)" | 8         | 8       | 8            | 8       | 4        | 36    | Eliminados   |
| 2   | AWS                                                     | "Viszlát nyár"                | 10        | 10      | 9            | 10      | 7        | 46    | Clasificados |
| 3   | Odett                                                   | "Aranyhal"                    | 8         | 8       | 8            | 8       | 5        | 37    | Eliminada    |
| 4   | Viktor Király                                           | "Budapest Girl"               | 9         | 8       | 10           | 8       | 7        | 42    | Clasificado  |
| 5   | Nikoletta Szőke, Attila Kökény y Róbert Szakcsi Lakatos | "Életre kel"                  | 9         | 8       | 8            | 8       | 4        | 37    | Eliminados   |
| 6   | Tamás Horváth                                           | "Meggyfa"                     | 8         | 7       | 7            | 8       | 8        | 38    | Clasificado  |
| 7   | Tamás Vastag                                            | "Ne hagyj reményt"            | 8         | 7       | 8            | 7       | 6        | 36    | Eliminado    |
| 8   | Ceasefire X                                             | "Satellites"                  | 9         | 9       | 8            | 8       | 6        | 40    | Eliminados   |
| 9   | yesyes                                                  | "I Let You Run Away"          | 10        | 9       | 9            | 9       | 8        | 45    | Clasificados |

##### Final
La final tuvo lugar el 24 de febrero de 2018. En ella, las ocho candidaturas restantes compitieron. El ganador de la competición se decidió a través de dos rondas de votación. En la primera, el jurado determinó las cuatro candidaturas que se clasificarían a la superfinal. No obstante, la votación fue ligeramente distinta a las rondas anteriores; el jurado reveló sus puntuaciones después de que todas las canciones actuaran, en vez de después de cada una. Asimismo, sus puntuaciones no fueron libres, yendo del 1 al 10, sino que repartieron sus votos dando 4, 6, 8 y 10 puntos, de la más baja a la más alta. Las cuatro canciones con más puntos avanzaron hacia la superfinal. Una vez en la superfinal, el televoto decidió que AWS se llevara la victoria y por consiguiente represente a Hungría en Eurovisión 2018.
     Clasificado hacia la superfinal
     Vencedor
| N.º | Artista           | Canción              | J. Schell | M. Mező | K. Frenreisz | M. Both | Total | Resultado |
| --- | ----------------- | -------------------- | --------- | ------- | ------------ | ------- | ----- | --------- |
| 1   | Leander Kills     | "Nem szól harang"    | 0         | 0       | 6            | 0       | 6     | —         |
| 2   | yesyes            | "I Let You Run Away" | 10        | 6       | 4            | 8       | 28    | —         |
| 3   | Zsolt Süle        | "Zöld a május"       | 0         | 0       | 0            | 0       | 0     | —         |
| 4   | Tamás Horváth     | "Meggyfa"            | 0         | 0       | 0            | 0       | 0     | —         |
| 5   | Gábor Heincz Biga | "Good Vibez"         | 0         | 0       | 0            | 4       | 4     | —         |
| 6   | Gergely Dánielfy  | "Azt mondtad"        | 8         | 10      | 8            | 10      | 36    | —         |
| 7   | AWS               | "Viszlát nyár"       | 4         | 4       | 0            | 0       | 8     | 1         |
| 8   | Viktor Király     | "Budapest Girl"      | 6         | 8       | 10           | 6       | 30    | —         |

## En Eurovisión
El Festival de la Canción de Eurovisión 2018 tuvo lugar en el Altice Arena de Lisboa, Portugal y consistió en dos semifinales el 8 y 10 de mayo y la final el 12 de mayo de 2018. De acuerdo con las reglas de Eurovisión, todas las naciones con excepción del país anfitrión y los "5 grandes" (Big Five) deben clasificarse en una de las dos semifinales para competir en la final; los diez mejores países de cada semifinal avanzan a esta final. Hungría actuó en el lugar número 12 de la semifinal 1, y logró una décima plaza con 111 puntos, lo cual fue suficiente para avanzar a la final de Eurovisión. Una vez en la final, lograron una vigesimoprimera plaza con 93 puntos.